# Чемпионат Европы по баскетболу 2017 — квалификация
В квалификации на чемпионат Европы по баскетболу 2017 участвуют 40 команд. 9 команд квалифицировались автоматически по итогам чемпионата Европы 2015 как участники Олимпийских игр 2016 и Олимпийского квалификационного турнира 2016. Ещё 4 команды квалифицировались как представители стран-организаторов предстоящего чемпионата Европы. Остальные 27 сборных соревнуются за 11 мест в финальной стадии чемпионата Европы 2016.

## Формат квалификационного турнира
Все команды, не получившие прямой путёвки на чемпионат Европы по баскетболу 2017, были разбиты на 7 групп. 6 групп включали в себя 4 команды и ещё 1 группа включала в себя 3 команды. Игры в группе проходят по круговой системе дома и в гостях с 31 августа 2016 года по 17 сентября 2016 года. 
Победители каждой группы и 4 лучших команды, занявших вторые места, квалифицируются в финальную стадию чемпионата Европы 2017.

## Изменения в составе участников
Косово впервые участвует в международных соревнованиях по баскетболу.
Албания и Кипр возобновили своё участие в международных соревнованиях после отсутствия в предыдущих розыгрышах.
Российская федерация баскетбола была отстранена от международных соревнований решением ФИБА Европа от 29 июля 2015 года, но 27 ноября 2015 года дисквалификация была снята.

## Жеребьёвка
Команды были разбиты на четыре корзины согласно их результатам в финальной стадии чемпионата Европы 2015 или квалификации к ней.
| Корзина 1                                                | Корзина 2                                                                   | Корзина 3                                                          | Корзина 4                                                  |
| -------------------------------------------------------- | --------------------------------------------------------------------------- | ------------------------------------------------------------------ | ---------------------------------------------------------- |
| Польша Словения Бельгия Грузия Россия Германия Македония | Эстония Нидерланды Украина Босния и Герцеговина Исландия Венгрия Черногория | Австрия Швеция Беларусь Швейцария Болгария Великобритания Словакия | Португалия Дания Люксембург Республика Кипр Албания Косово |

## Групповой этап
|  | Команды, получающие право играть в финальном турнире  |
|  | Команды, имеющие возможность выйти в финальный турнир |

### Группа A
| Команда         | Игр | В | П | МЗ  | МП  | МР  | Очки |
| --------------- | --- | - | - | --- | --- | --- | ---- |
| Бельгия         | 6   | 5 | 1 | 459 | 361 | +98 | 11   |
| Исландия        | 6   | 4 | 2 | 466 | 429 | +37 | 10   |
| Республика Кипр | 6   | 2 | 4 | 399 | 450 | −51 | 8    |
| Швейцария       | 6   | 1 | 5 | 430 | 514 | −84 | 7    |

| 31 августа 2016 18:00 | отчёт | Бельгия                   | 65 : 46  | Республика Кипр         | Антверпен Судьи: Висенте Булто (Испания) Джентиан Чичи (Албания) Зденко Томасович (Словакия) |
| 31 августа 2016 18:00 | отчёт | 16:11, 20:9, 13:14, 16:12 |          |                         | Антверпен Судьи: Висенте Булто (Испания) Джентиан Чичи (Албания) Зденко Томасович (Словакия) |
| 31 августа 2016 18:00 | отчёт | Максим де Зеув, 12        | Очки     | Аристидес Коронидес, 13 | Антверпен Судьи: Висенте Булто (Испания) Джентиан Чичи (Албания) Зденко Томасович (Словакия) |
| 31 августа 2016 18:00 | отчёт | Йоанн Ярошевич, 10        | Подборы  | Энтони Кинг, 5          | Антверпен Судьи: Висенте Булто (Испания) Джентиан Чичи (Албания) Зденко Томасович (Словакия) |
| 31 августа 2016 18:00 | отчёт | Максим де Зеув, 6         | Передачи | Андреас Сизоуполос, 1   | Антверпен Судьи: Висенте Булто (Испания) Джентиан Чичи (Албания) Зденко Томасович (Словакия) |

| 31 августа 2016 20:00 | отчёт | Исландия                   | 88 : 72  | Швейцария         | Коупавогюр Судьи: Петри Мантила (Финляндия) Саверио Ланцарини (Италия) Торкильд Родсанд (Норвегия) |
| 31 августа 2016 20:00 | отчёт | 24:16, 23:13, 17:25, 24:18 |          |                   | Коупавогюр Судьи: Петри Мантила (Финляндия) Саверио Ланцарини (Италия) Торкильд Родсанд (Норвегия) |
| 31 августа 2016 20:00 | отчёт | Хёрдур Вильялмссон, 16     | Очки     | Душан Младьян, 19 | Коупавогюр Судьи: Петри Мантила (Финляндия) Саверио Ланцарини (Италия) Торкильд Родсанд (Норвегия) |
| 31 августа 2016 20:00 | отчёт | Хлинур Байрингссон, 9      | Подборы  | Брайан Савой, 8   | Коупавогюр Судьи: Петри Мантила (Финляндия) Саверио Ланцарини (Италия) Торкильд Родсанд (Норвегия) |
| 31 августа 2016 20:00 | отчёт | Хёрдур Вильялмссон, 8      | Передачи | Брайан Савой, 5   | Коупавогюр Судьи: Петри Мантила (Финляндия) Саверио Ланцарини (Италия) Торкильд Родсанд (Норвегия) |

| 3 сентября 2016 17:00 | отчёт | Республика Кипр            | 64 : 75  | Исландия               | Никосия Судьи: Сеффи Шемеш (Израиль) Ингус Бауманис (Латвия) Александер Павлов (Македония) |
| 3 сентября 2016 17:00 | отчёт | 19:19, 13:12, 15:25, 17:19 |          |                        | Никосия Судьи: Сеффи Шемеш (Израиль) Ингус Бауманис (Латвия) Александер Павлов (Македония) |
| 3 сентября 2016 17:00 | отчёт | Аристидес Коронидес, 9     | Очки     | Мартин Херманссон, 21  | Никосия Судьи: Сеффи Шемеш (Израиль) Ингус Бауманис (Латвия) Александер Павлов (Македония) |
| 3 сентября 2016 17:00 | отчёт | Энтони Кинг, 6             | Подборы  | Хлинур Байрингссон, 10 | Никосия Судьи: Сеффи Шемеш (Израиль) Ингус Бауманис (Латвия) Александер Павлов (Македония) |
| 3 сентября 2016 17:00 | отчёт | Григорис Пантоурис, 2      | Передачи | Хлинур Байрингссон, 6  | Никосия Судьи: Сеффи Шемеш (Израиль) Ингус Бауманис (Латвия) Александер Павлов (Македония) |

| 3 сентября 2016 17:30 | отчёт | Швейцария                  | 72 : 87  | Бельгия            | Фрибур Судьи: Милош Кольенсич (Черногория) Андрей Шарапа (Беларусь) Марко Владич (Австрия) |
| 3 сентября 2016 17:30 | отчёт | 16:24, 20:17, 23:26, 13:20 |          |                    | Фрибур Судьи: Милош Кольенсич (Черногория) Андрей Шарапа (Беларусь) Марко Владич (Австрия) |
| 3 сентября 2016 17:30 | отчёт | Душан Младьян, 15          | Очки     | Ретин Обасохан, 18 | Фрибур Судьи: Милош Кольенсич (Черногория) Андрей Шарапа (Беларусь) Марко Владич (Австрия) |
| 3 сентября 2016 17:30 | отчёт | Арно Коттур, 6             | Подборы  | Кевин Тумба, 7     | Фрибур Судьи: Милош Кольенсич (Черногория) Андрей Шарапа (Беларусь) Марко Владич (Австрия) |
| 3 сентября 2016 17:30 | отчёт | Арно Коттур, 4             | Передачи | Джонатан Табу, 6   | Фрибур Судьи: Милош Кольенсич (Черногория) Андрей Шарапа (Беларусь) Марко Владич (Австрия) |

| 7 сентября 2016 19:30 | отчёт | Швейцария                  | 76 : 80  | Республика Кипр        | Фрибур Судьи: Борис Габара (Словакия) Гэвин Уильямс (Великобритания) Дариуш Запольски (Польша) |
| 7 сентября 2016 19:30 | отчёт | 25:18, 20:20, 15:18, 16:24 |          |                        | Фрибур Судьи: Борис Габара (Словакия) Гэвин Уильямс (Великобритания) Дариуш Запольски (Польша) |
| 7 сентября 2016 19:30 | отчёт | Давид Рамзайер, 22         | Очки     | Энтони Кинг, 21        | Фрибур Судьи: Борис Габара (Словакия) Гэвин Уильямс (Великобритания) Дариуш Запольски (Польша) |
| 7 сентября 2016 19:30 | отчёт | Давид Рамзайер, 7          | Подборы  | Энтони Кинг, 9         | Фрибур Судьи: Борис Габара (Словакия) Гэвин Уильямс (Великобритания) Дариуш Запольски (Польша) |
| 7 сентября 2016 19:30 | отчёт | Душан Младьян, 3           | Передачи | Аристидес Коронидес, 8 | Фрибур Судьи: Борис Габара (Словакия) Гэвин Уильямс (Великобритания) Дариуш Запольски (Польша) |

| 7 сентября 2016 20:00 | отчёт | Бельгия                    | 80 : 65  | Исландия              | Антверпен Судьи: Мигель Перес Перес (Испания) Харис Бьедич (Босния и Герцеговина) Кристоф Мадингер (Германия) |
| 7 сентября 2016 20:00 | отчёт | 20:14, 20:25, 24:14, 16:12 |          |                       | Антверпен Судьи: Мигель Перес Перес (Испания) Харис Бьедич (Босния и Герцеговина) Кристоф Мадингер (Германия) |
| 7 сентября 2016 20:00 | отчёт | Максим де Зеув, 22         | Очки     | Хёйкур Паульссон, 21  | Антверпен Судьи: Мигель Перес Перес (Испания) Харис Бьедич (Босния и Герцеговина) Кристоф Мадингер (Германия) |
| 7 сентября 2016 20:00 | отчёт | Максим де Зеув, 9          | Подборы  | Хлинур Байрингссон, 6 | Антверпен Судьи: Мигель Перес Перес (Испания) Харис Бьедич (Босния и Герцеговина) Кристоф Мадингер (Германия) |
| 7 сентября 2016 20:00 | отчёт | Джонатан Табу, 5           | Передачи | Хлинур Байрингссон, 7 | Антверпен Судьи: Мигель Перес Перес (Испания) Харис Бьедич (Босния и Герцеговина) Кристоф Мадингер (Германия) |

| 10 сентября 2016 17:00 | отчёт | Республика Кипр           | 55 : 72  | Бельгия           | Никосия Судьи: Урос Обркнезевич (Сербия) Офер Манхейм (Израиль) Милан Недович (Словения) |
| 10 сентября 2016 17:00 | отчёт | 14:21, 7:22, 18:16, 16:13 |          |                   | Никосия Судьи: Урос Обркнезевич (Сербия) Офер Манхейм (Израиль) Милан Недович (Словения) |
| 10 сентября 2016 17:00 | отчёт | Николаос Стилианоу, 15    | Очки     | Халид Бокичу, 13  | Никосия Судьи: Урос Обркнезевич (Сербия) Офер Манхейм (Израиль) Милан Недович (Словения) |
| 10 сентября 2016 17:00 | отчёт | Энтони Кинг, 5            | Подборы  | Максим де Зеув, 6 | Никосия Судьи: Урос Обркнезевич (Сербия) Офер Манхейм (Израиль) Милан Недович (Словения) |
| 10 сентября 2016 17:00 | отчёт | Энтони Кинг, 3            | Передачи | Максим де Зеув, 3 | Никосия Судьи: Урос Обркнезевич (Сербия) Офер Манхейм (Израиль) Милан Недович (Словения) |

| 10 сентября 2016 17:30 | отчёт | Швейцария                  | 83 : 80  | Исландия               | Фрибур Судьи: Фернандо Калатрава Куэвас (Испания) Алийа Феревски (Македония) Саулиус Расис (Швеция) |
| 10 сентября 2016 17:30 | отчёт | 15:18, 25:23, 16:13, 27:26 |          |                        | Фрибур Судьи: Фернандо Калатрава Куэвас (Испания) Алийа Феревски (Македония) Саулиус Расис (Швеция) |
| 10 сентября 2016 17:30 | отчёт | Давид Рамзайер, 19         | Очки     | Мартин Херманссон, 19  | Фрибур Судьи: Фернандо Калатрава Куэвас (Испания) Алийа Феревски (Македония) Саулиус Расис (Швеция) |
| 10 сентября 2016 17:30 | отчёт | Джонатан Казади, 6         | Подборы  | Хлинур Байрингссон, 11 | Фрибур Судьи: Фернандо Калатрава Куэвас (Испания) Алийа Феревски (Македония) Саулиус Расис (Швеция) |
| 10 сентября 2016 17:30 | отчёт | Брайан Савой, 7            | Передачи | Хёрдур Вильялмссон, 7  | Фрибур Судьи: Фернандо Калатрава Куэвас (Испания) Алийа Феревски (Македония) Саулиус Расис (Швеция) |

| 14 сентября 2016 20:00 | отчёт | Бельгия                  | 87 : 49  | Швейцария          | Антверпен Судьи: Борис Шульга (Украина) Михал Прок (Польша) Гинтарас Виткаускас (Литва) |
| 14 сентября 2016 20:00 | отчёт | 19:9, 14:7, 32:17, 22:16 |          |                    | Антверпен Судьи: Борис Шульга (Украина) Михал Прок (Польша) Гинтарас Виткаускас (Литва) |
| 14 сентября 2016 20:00 | отчёт | Джонатан Табу, 20        | Очки     | Джонатан Казади, 9 | Антверпен Судьи: Борис Шульга (Украина) Михал Прок (Польша) Гинтарас Виткаускас (Литва) |
| 14 сентября 2016 20:00 | отчёт | Кевин Тумба, 13          | Подборы  | Арно Коттур, 5     | Антверпен Судьи: Борис Шульга (Украина) Михал Прок (Польша) Гинтарас Виткаускас (Литва) |
| 14 сентября 2016 20:00 | отчёт | Лионель Боско, 3         | Передачи | Стив Луиссен, 2    | Антверпен Судьи: Борис Шульга (Украина) Михал Прок (Польша) Гинтарас Виткаускас (Литва) |

| 14 сентября 2016 20:00 | отчёт | Исландия                   | 84 : 62  | Республика Кипр        | Коупавогюр Судьи: Райн Пиранди (Эстония) Станислав Куцера (Чехия) Пол Уолтон (Великобритания) |
| 14 сентября 2016 20:00 | отчёт | 17:20, 25:16, 27:10, 15:16 |          |                        | Коупавогюр Судьи: Райн Пиранди (Эстония) Станислав Куцера (Чехия) Пол Уолтон (Великобритания) |
| 14 сентября 2016 20:00 | отчёт | Хлинур Байрингссон, 18     | Очки     | Андреас Сизоуполос, 12 | Коупавогюр Судьи: Райн Пиранди (Эстония) Станислав Куцера (Чехия) Пол Уолтон (Великобритания) |
| 14 сентября 2016 20:00 | отчёт | Хлинур Байрингссон, 9      | Подборы  | Энтони Кинг, 10        | Коупавогюр Судьи: Райн Пиранди (Эстония) Станислав Куцера (Чехия) Пол Уолтон (Великобритания) |
| 14 сентября 2016 20:00 | отчёт | Хёрдур Вильялмссон, 5      | Передачи | Аристидес Коронидес, 3 | Коупавогюр Судьи: Райн Пиранди (Эстония) Станислав Куцера (Чехия) Пол Уолтон (Великобритания) |

| 17 сентября 2016 16:00 | отчёт | Республика Кипр            | 92 : 78  | Швейцария         | Никосия Судьи: Радомир Войинович (Черногория) Томас Фольдхази (Венгрия) Лука Кардум (Хорватия) |
| 17 сентября 2016 16:00 | отчёт | 19:19, 18:22, 24:14, 31:23 |          |                   | Никосия Судьи: Радомир Войинович (Черногория) Томас Фольдхази (Венгрия) Лука Кардум (Хорватия) |
| 17 сентября 2016 16:00 | отчёт | Николаос Стилианоу, 26     | Очки     | Брайан Савой, 19  | Никосия Судьи: Радомир Войинович (Черногория) Томас Фольдхази (Венгрия) Лука Кардум (Хорватия) |
| 17 сентября 2016 16:00 | отчёт | Георг Теохаридес, 7        | Подборы  | Давид Рамзайер, 9 | Никосия Судьи: Радомир Войинович (Черногория) Томас Фольдхази (Венгрия) Лука Кардум (Хорватия) |
| 17 сентября 2016 16:00 | отчёт | Аристидес Коронидес, 5     | Передачи | Душан Младьян, 6  | Никосия Судьи: Радомир Войинович (Черногория) Томас Фольдхази (Венгрия) Лука Кардум (Хорватия) |

| 17 сентября 2016 17:00 | отбор | Исландия                   | 74 : 68  | Бельгия           | Коупавогюр Судьи: Хайдн Джонс (Великобритания) Крис Доддз (Великобритания) Торкильд Родсанд (Норвегия) |
| 17 сентября 2016 17:00 | отбор | 14:21, 20:16, 19:12, 21:19 |          |                   | Коупавогюр Судьи: Хайдн Джонс (Великобритания) Крис Доддз (Великобритания) Торкильд Родсанд (Норвегия) |
| 17 сентября 2016 17:00 | отбор | Мартин Херманссон, 18      | Очки     | Жан Салуму, 24    | Коупавогюр Судьи: Хайдн Джонс (Великобритания) Крис Доддз (Великобритания) Торкильд Родсанд (Норвегия) |
| 17 сентября 2016 17:00 | отбор | Хлинур Байрингссон, 4      | Подборы  | Джонатан Табу, 8  | Коупавогюр Судьи: Хайдн Джонс (Великобритания) Крис Доддз (Великобритания) Торкильд Родсанд (Норвегия) |
| 17 сентября 2016 17:00 | отбор | Хёрдур Вильялмссон, 6      | Передачи | Максим де Зеув, 2 | Коупавогюр Судьи: Хайдн Джонс (Великобритания) Крис Доддз (Великобритания) Торкильд Родсанд (Норвегия) |

### Группа B
| Команда    | Игр | В | П | МЗ  | МП  | МР  | Очки |
| ---------- | --- | - | - | --- | --- | --- | ---- |
| Германия   | 6   | 4 | 2 | 495 | 423 | +72 | 10   |
| Нидерланды | 6   | 4 | 2 | 461 | 449 | +12 | 10   |
| Австрия    | 6   | 2 | 4 | 411 | 438 | −27 | 8    |
| Дания      | 6   | 2 | 4 | 492 | 549 | −57 | 8    |

| 31 августа 2016 19:30 | отчёт | Германия                   | 101 : 74 | Дания                | Киль Судьи: Карлос Перуга (Испания) Сигмундур Хербертссон (Исландия) Владан Сундич (Черногория) |
| 31 августа 2016 19:30 | отчёт | 25:19, 27:19, 20:19, 29:17 |          |                      | Киль Судьи: Карлос Перуга (Испания) Сигмундур Хербертссон (Исландия) Владан Сундич (Черногория) |
| 31 августа 2016 19:30 | отчёт | Пауль Ципцер, 17           | Очки     | Джонатан Гиллинг, 18 | Киль Судьи: Карлос Перуга (Испания) Сигмундур Хербертссон (Исландия) Владан Сундич (Черногория) |
| 31 августа 2016 19:30 | отчёт | Тибор Плайсс, 9            | Подборы  | Йонас Бергстедт, 4   | Киль Судьи: Карлос Перуга (Испания) Сигмундур Хербертссон (Исландия) Владан Сундич (Черногория) |
| 31 августа 2016 19:30 | отчёт | Бастиан Дорет, 8           | Передачи | Адама Дарбое, 4      | Киль Судьи: Карлос Перуга (Испания) Сигмундур Хербертссон (Исландия) Владан Сундич (Черногория) |

| 31 августа 2016 20:00 | отчёт | Нидерланды                 | 72 : 75  | Австрия              | Лейден Судьи: Сретен Радович (Хорватия) Александр Сырица (Беларусь) Сергей Тисленко (Украина) |
| 31 августа 2016 20:00 | отчёт | 20:18, 14:25, 15:14, 23:18 |          |                      | Лейден Судьи: Сретен Радович (Хорватия) Александр Сырица (Беларусь) Сергей Тисленко (Украина) |
| 31 августа 2016 20:00 | отчёт | Ворти де Йонг, 24          | Очки     | Рашид Махалбашич, 15 | Лейден Судьи: Сретен Радович (Хорватия) Александр Сырица (Беларусь) Сергей Тисленко (Украина) |
| 31 августа 2016 20:00 | отчёт | Харлон Клоф, 8             | Подборы  | Томас Шрайнер, 5     | Лейден Судьи: Сретен Радович (Хорватия) Александр Сырица (Беларусь) Сергей Тисленко (Украина) |
| 31 августа 2016 20:00 | отчёт | Харлон Клоф, 4             | Передачи | Томас Шрайнер, 5     | Лейден Судьи: Сретен Радович (Хорватия) Александр Сырица (Беларусь) Сергей Тисленко (Украина) |

| 3 сентября 2016 19:00 | отчёт | Дания                      | 72 : 90  | Нидерланды            | Хорсенс Судьи: Александар Милоевич (Македония) Мануэль Маццони (Италия) Артурас Сукис (Литва) |
| 3 сентября 2016 19:00 | отчёт | 13:28, 16:12, 15:27, 28:23 |          |                       | Хорсенс Судьи: Александар Милоевич (Македония) Мануэль Маццони (Италия) Артурас Сукис (Литва) |
| 3 сентября 2016 19:00 | отчёт | Алан Воскуил, 16           | Очки     | Ворти де Йонг, 15     | Хорсенс Судьи: Александар Милоевич (Македония) Мануэль Маццони (Италия) Артурас Сукис (Литва) |
| 3 сентября 2016 19:00 | отчёт | Йонас Бергстедт, 7         | Подборы  | Томас ван дер Марс, 6 | Хорсенс Судьи: Александар Милоевич (Македония) Мануэль Маццони (Италия) Артурас Сукис (Литва) |
| 3 сентября 2016 19:00 | отчёт | Адама Дарбое, 2            | Передачи | Роланд Шафтенар, 4    | Хорсенс Судьи: Александар Милоевич (Македония) Мануэль Маццони (Италия) Артурас Сукис (Литва) |

| 3 сентября 2016 20:20 | отчёт | Австрия                   | 59 : 61  | Германия           | Швехат Судьи: Сасо Петек (Словения) Саверио Ланцарини (Италия) Игорь Митровски (Македония) |
| 3 сентября 2016 20:20 | отчёт | 25:16, 14:13, 14:13, 6:19 |          |                    | Швехат Судьи: Сасо Петек (Словения) Саверио Ланцарини (Италия) Игорь Митровски (Македония) |
| 3 сентября 2016 20:20 | отчёт | Рашид Махалбашич, 18      | Очки     | Данило Бартель, 12 | Швехат Судьи: Сасо Петек (Словения) Саверио Ланцарини (Италия) Игорь Митровски (Македония) |
| 3 сентября 2016 20:20 | отчёт | Рашид Махалбашич, 7       | Подборы  | Данило Бартель, 7  | Швехат Судьи: Сасо Петек (Словения) Саверио Ланцарини (Италия) Игорь Митровски (Македония) |
| 3 сентября 2016 20:20 | отчёт | Томас Шрайнер, 3          | Передачи | Маодо Ло, 3        | Швехат Судьи: Сасо Петек (Словения) Саверио Ланцарини (Италия) Игорь Митровски (Македония) |

| 7 сентября 2016 19:10 | отчёт | Австрия                   | 86 : 66  | Дания            | Швехат Судьи: Марко Юрас (Сербия) Мартинс Козловскис (Латвия) Симон Унсворт (Великобритания) |
| 7 сентября 2016 19:10 | отчёт | 30:22, 15:8, 24:14, 17:22 |          |                  | Швехат Судьи: Марко Юрас (Сербия) Мартинс Козловскис (Латвия) Симон Унсворт (Великобритания) |
| 7 сентября 2016 19:10 | отчёт | Дамор Ламешич, 14         | Очки     | Алан Воскуил, 22 | Швехат Судьи: Марко Юрас (Сербия) Мартинс Козловскис (Латвия) Симон Унсворт (Великобритания) |
| 7 сентября 2016 19:10 | отчёт | Рашид Махалбашич, 11      | Подборы  | Алан Воскуил, 5  | Швехат Судьи: Марко Юрас (Сербия) Мартинс Козловскис (Латвия) Симон Унсворт (Великобритания) |
| 7 сентября 2016 19:10 | отчёт | Мориц Ланеггер, 7         | Передачи | Алан Воскуил, 6  | Швехат Судьи: Марко Юрас (Сербия) Мартинс Козловскис (Латвия) Симон Унсворт (Великобритания) |

| 7 сентября 2016 19:30 | отчёт | Германия                   | 71 : 75  | Нидерланды          | Оберхаузен Судьи: Оскар Переа (Испания) Амит Балак (Израиль) Марио Майкич (Словения) |
| 7 сентября 2016 19:30 | отчёт | 19:16, 16:24, 17:17, 19:18 |          |                     | Оберхаузен Судьи: Оскар Переа (Испания) Амит Балак (Израиль) Марио Майкич (Словения) |
| 7 сентября 2016 19:30 | отчёт | Пауль Ципцер, 14           | Очки     | Николас де Йонг, 20 | Оберхаузен Судьи: Оскар Переа (Испания) Амит Балак (Израиль) Марио Майкич (Словения) |
| 7 сентября 2016 19:30 | отчёт | Даниэль Тайсс, 8           | Подборы  | Харлон Клоф, 8      | Оберхаузен Судьи: Оскар Переа (Испания) Амит Балак (Израиль) Марио Майкич (Словения) |
| 7 сентября 2016 19:30 | отчёт | Маодо Ло, 8                | Передачи | Харлон Клоф, 3      | Оберхаузен Судьи: Оскар Переа (Испания) Амит Балак (Израиль) Марио Майкич (Словения) |

| 10 сентября 2016 19:00 | отчёт | Дания                                         | 106 : 102 ОТ | Германия           | Нествед Судьи: Фернандо Роча (Португалия) Сергей Михайлов (Россия) Зафер Илмаз (Турция) |
| 10 сентября 2016 19:00 | отчёт | 16:18, 32:19, 14:19, 11:17, 11:11, 8:8, 14:10 |              |                    | Нествед Судьи: Фернандо Роча (Португалия) Сергей Михайлов (Россия) Зафер Илмаз (Турция) |
| 10 сентября 2016 19:00 | отчёт | Алан Воскуил, 22                              | Очки         | Данило Бартель, 26 | Нествед Судьи: Фернандо Роча (Португалия) Сергей Михайлов (Россия) Зафер Илмаз (Турция) |
| 10 сентября 2016 19:00 | отчёт | Фредерик Рунгби, 11                           | Подборы      | Данило Бартель, 10 | Нествед Судьи: Фернандо Роча (Португалия) Сергей Михайлов (Россия) Зафер Илмаз (Турция) |
| 10 сентября 2016 19:00 | отчёт | Джонатан Гиллинг, 5                           | Передачи     | Маодо Ло, 9        | Нествед Судьи: Фернандо Роча (Португалия) Сергей Михайлов (Россия) Зафер Илмаз (Турция) |

| 10 сентября 2016 20:20 | отчёт | Австрия                   | 61 : 75  | Нидерланды            | Швехат Судьи: Саверио Ланцарини (Италия) Марек Кукельчик (Словакия) Март Юхендрик (Эстония) |
| 10 сентября 2016 20:20 | отчёт | 23:21, 15:18, 7:19, 16:17 |          |                       | Швехат Судьи: Саверио Ланцарини (Италия) Марек Кукельчик (Словакия) Март Юхендрик (Эстония) |
| 10 сентября 2016 20:20 | отчёт | Рашид Махалбашич, 19      | Очки     | Джесси Вурн, 19       | Швехат Судьи: Саверио Ланцарини (Италия) Марек Кукельчик (Словакия) Март Юхендрик (Эстония) |
| 10 сентября 2016 20:20 | отчёт | Дамор Ламешич, 8          | Подборы  | Томас ван дер Марс, 9 | Швехат Судьи: Саверио Ланцарини (Италия) Марек Кукельчик (Словакия) Март Юхендрик (Эстония) |
| 10 сентября 2016 20:20 | отчёт | Энис Мурати, 5            | Передачи | Джесси Вурн, 4        | Швехат Судьи: Саверио Ланцарини (Италия) Марек Кукельчик (Словакия) Март Юхендрик (Эстония) |

| 14 сентября 2016 19:30 | отчёт | Германия                  | 78 : 58  | Австрия              | Бамберг Судьи: Франциско Аранья (Испания) Огниен Джокич (Черногория) Оскарс Луцис (Латвия) |
| 14 сентября 2016 19:30 | отчёт | 23:19, 20:9, 15:18, 20:12 |          |                      | Бамберг Судьи: Франциско Аранья (Испания) Огниен Джокич (Черногория) Оскарс Луцис (Латвия) |
| 14 сентября 2016 19:30 | отчёт | Йоханнес Фойгтман, 19     | Очки     | Рашид Махалбашич, 21 | Бамберг Судьи: Франциско Аранья (Испания) Огниен Джокич (Черногория) Оскарс Луцис (Латвия) |
| 14 сентября 2016 19:30 | отчёт | Йоханнес Фойгтман, 10     | Подборы  | Флориан Тримал, 6    | Бамберг Судьи: Франциско Аранья (Испания) Огниен Джокич (Черногория) Оскарс Луцис (Латвия) |
| 14 сентября 2016 19:30 | отчёт | Маодо Ло, 5               | Передачи | Томас Шрайнер, 5     | Бамберг Судьи: Франциско Аранья (Испания) Огниен Джокич (Черногория) Оскарс Луцис (Латвия) |

| 14 сентября 2016 20:00 | отчёт | Нидерланды                        | 98 : 88 ОТ | Дания                      | Лейден Судьи: Ааре Халлико (Эстония) Алексей Давыдов (Россия) Йоханн Жанню (Франция) |
| 14 сентября 2016 20:00 | отчёт | 22:21, 18:24, 20:19, 18:14, 20:10 |            |                            | Лейден Судьи: Ааре Халлико (Эстония) Алексей Давыдов (Россия) Йоханн Жанню (Франция) |
| 14 сентября 2016 20:00 | отчёт | Ворти де Йонг, 20                 | Очки       | Йонас Зохоре Бергстедт, 23 | Лейден Судьи: Ааре Халлико (Эстония) Алексей Давыдов (Россия) Йоханн Жанню (Франция) |
| 14 сентября 2016 20:00 | отчёт | Роланд Шафтенар, 11               | Подборы    | Йонас Зохоре Бергстедт, 7  | Лейден Судьи: Ааре Халлико (Эстония) Алексей Давыдов (Россия) Йоханн Жанню (Франция) |
| 14 сентября 2016 20:00 | отчёт | Харлон Клоф, 6                    | Передачи   | Адама Дарбое, 7            | Лейден Судьи: Ааре Халлико (Эстония) Алексей Давыдов (Россия) Йоханн Жанню (Франция) |

| 17 сентября 2016 17:00 | отчёт | Дания                     | 86 : 72  | Австрия              | Нествед Судьи: Роберт Выклицки (Чехия) Михел Глод (Люксембург) Танель Суслов (Эстония) |
| 17 сентября 2016 17:00 | отчёт | 21:9, 19:17, 21:25, 25:21 |          |                      | Нествед Судьи: Роберт Выклицки (Чехия) Михел Глод (Люксембург) Танель Суслов (Эстония) |
| 17 сентября 2016 17:00 | отчёт | Алан Воскуил, 17          | Очки     | Томас Шрайнер, 15    | Нествед Судьи: Роберт Выклицки (Чехия) Михел Глод (Люксембург) Танель Суслов (Эстония) |
| 17 сентября 2016 17:00 | отчёт | Йонас Бергстедт, 7        | Подборы  | Рашид Махалбашич, 10 | Нествед Судьи: Роберт Выклицки (Чехия) Михел Глод (Люксембург) Танель Суслов (Эстония) |
| 17 сентября 2016 17:00 | отчёт | Матиас Зейлунд, 4         | Передачи | Мориц Ланеггер, 3    | Нествед Судьи: Роберт Выклицки (Чехия) Михел Глод (Люксембург) Танель Суслов (Эстония) |

| 17 сентября 2016 20:00 | отчёт | Нидерланды                 | 51 : 82  | Германия              | Лейден Судьи: Илийа Белошевич (Сербия) Игорь Драгойевич (Черногория) Тольга Сахин (Италия) |
| 17 сентября 2016 20:00 | отчёт | 16:19, 10:21, 13:22, 12:20 |          |                       | Лейден Судьи: Илийа Белошевич (Сербия) Игорь Драгойевич (Черногория) Тольга Сахин (Италия) |
| 17 сентября 2016 20:00 | отчёт | Харлон Клоф, 18            | Очки     | Йоханнес Фойгтман, 15 | Лейден Судьи: Илийа Белошевич (Сербия) Игорь Драгойевич (Черногория) Тольга Сахин (Италия) |
| 17 сентября 2016 20:00 | отчёт | Ворти де Йонг, 5           | Подборы  | Маодо Ло, 11          | Лейден Судьи: Илийа Белошевич (Сербия) Игорь Драгойевич (Черногория) Тольга Сахин (Италия) |
| 17 сентября 2016 20:00 | отчёт | Роланд Шафтенар, 2         | Передачи | Маодо Ло, 6           | Лейден Судьи: Илийа Белошевич (Сербия) Игорь Драгойевич (Черногория) Тольга Сахин (Италия) |

### Группа C
| Команда              | Игр | В | П | МЗ  | МП  | МР  | Очки |
| -------------------- | --- | - | - | --- | --- | --- | ---- |
| Россия               | 4   | 4 | 0 | 309 | 253 | +56 | 8    |
| Босния и Герцеговина | 4   | 2 | 2 | 273 | 308 | −35 | 6    |
| Швеция               | 4   | 0 | 4 | 279 | 300 | −21 | 4    |

| 31 августа 2016 20:00 | отчёт | Россия                    | 83 : 54  | Босния и Герцеговина | Молот, Пермь Судьи: Элиас Коромилас (Греция) Толга Сахин (Италия) Роберт Выклицки (Чехия) |
| 31 августа 2016 20:00 | отчёт | 19:20, 15:15, 27:10, 22:9 |          |                      | Молот, Пермь Судьи: Элиас Коромилас (Греция) Толга Сахин (Италия) Роберт Выклицки (Чехия) |
| 31 августа 2016 20:00 | отчёт | Дмитрий Кулагин, 17       | Очки     | Юсуф Нуркич, 19      | Молот, Пермь Судьи: Элиас Коромилас (Греция) Толга Сахин (Италия) Роберт Выклицки (Чехия) |
| 31 августа 2016 20:00 | отчёт | Сергей Карасёв, 9         | Подборы  | Юсуф Нуркич, 15      | Молот, Пермь Судьи: Элиас Коромилас (Греция) Толга Сахин (Италия) Роберт Выклицки (Чехия) |
| 31 августа 2016 20:00 | отчёт | Дмитрий Хвостов, 5        | Передачи | Неманья Гордич, 3    | Молот, Пермь Судьи: Элиас Коромилас (Греция) Толга Сахин (Италия) Роберт Выклицки (Чехия) |

| 3 сентября 2016 20:15 | отчёт | Босния и Герцеговина       | 74 : 71  | Швеция                  | Сараево Судьи: Даниэль Херрезуэло (Испания) Лоренцо Бальдини (Италия) Томаш Травицки (Польша) |
| 3 сентября 2016 20:15 | отчёт | 25:16, 15:19, 10:15, 24:21 |          |                         | Сараево Судьи: Даниэль Херрезуэло (Испания) Лоренцо Бальдини (Италия) Томаш Травицки (Польша) |
| 3 сентября 2016 20:15 | отчёт | Юсуф Нуркич, 19            | Очки     | Кристофер Черапович, 16 | Сараево Судьи: Даниэль Херрезуэло (Испания) Лоренцо Бальдини (Италия) Томаш Травицки (Польша) |
| 3 сентября 2016 20:15 | отчёт | Юсуф Нуркич, 15            | Подборы  | Карл Энгстрём, 6        | Сараево Судьи: Даниэль Херрезуэло (Испания) Лоренцо Бальдини (Италия) Томаш Травицки (Польша) |
| 3 сентября 2016 20:15 | отчёт | Ади Захирагич, 3           | Передачи | Тобиас Борг, 4          | Сараево Судьи: Даниэль Херрезуэло (Испания) Лоренцо Бальдини (Италия) Томаш Травицки (Польша) |

| 7 сентября 2016 20:00 | отчёт | Швеция                    | 73 : 85  | Россия                | Уппсала Судьи: Фернандо Роча (Португалия) Рено Геллер (Бельгия) Радомир Войинович (Черногория) |
| 7 сентября 2016 20:00 | отчёт | 8:21, 20:17, 24:23, 21:24 |          |                       | Уппсала Судьи: Фернандо Роча (Португалия) Рено Геллер (Бельгия) Радомир Войинович (Черногория) |
| 7 сентября 2016 20:00 | отчёт | Николас Спирс, 16         | Очки     | Андрей Воронцевич, 20 | Уппсала Судьи: Фернандо Роча (Португалия) Рено Геллер (Бельгия) Радомир Войинович (Черногория) |
| 7 сентября 2016 20:00 | отчёт | Александр Линдквист, 5    | Подборы  | Андрей Зубков, 6      | Уппсала Судьи: Фернандо Роча (Португалия) Рено Геллер (Бельгия) Радомир Войинович (Черногория) |
| 7 сентября 2016 20:00 | отчёт | Томас Массамба, 5         | Передачи | Дмитрий Хвостов, 5    | Уппсала Судьи: Фернандо Роча (Португалия) Рено Геллер (Бельгия) Радомир Войинович (Черногория) |

| 10 сентября 2016 20:15 | отчёт | Босния и Герцеговина       | 67 : 78  | Россия               | Тузла Судьи: Роберт Лоттермозер (Германия) Ааре Халлико (Эстония) Олегс Латисевс (Латвия) |
| 10 сентября 2016 20:15 | отчёт | 22:12, 17:19, 12:24, 16:23 |          |                      | Тузла Судьи: Роберт Лоттермозер (Германия) Ааре Халлико (Эстония) Олегс Латисевс (Латвия) |
| 10 сентября 2016 20:15 | отчёт | Мирза Телетович, 23        | Очки     | Тимофей Мозгов, 17   | Тузла Судьи: Роберт Лоттермозер (Германия) Ааре Халлико (Эстония) Олегс Латисевс (Латвия) |
| 10 сентября 2016 20:15 | отчёт | Юсуф Нуркич, 13            | Подборы  | Андрей Воронцевич, 8 | Тузла Судьи: Роберт Лоттермозер (Германия) Ааре Халлико (Эстония) Олегс Латисевс (Латвия) |
| 10 сентября 2016 20:15 | отчёт | Неманья Гордич, 8          | Передачи | Дмитрий Хвостов, 5   | Тузла Судьи: Роберт Лоттермозер (Германия) Ааре Халлико (Эстония) Олегс Латисевс (Латвия) |

| 14 сентября 2016 20:00 | отчёт | Швеция                     | 76 : 78  | Босния и Герцеговина | Стокгольм Судьи: Мигель Перес Перес (Испания) Томас Ясевичус (Литва) Пётр Пастусяк (Польша) |
| 14 сентября 2016 20:00 | отчёт | 16:14, 19:23, 23:23, 18:18 |          |                      | Стокгольм Судьи: Мигель Перес Перес (Испания) Томас Ясевичус (Литва) Пётр Пастусяк (Польша) |
| 14 сентября 2016 20:00 | отчёт | Томас Массамба, 14         | Очки     | Юсуф Нуркич, 21      | Стокгольм Судьи: Мигель Перес Перес (Испания) Томас Ясевичус (Литва) Пётр Пастусяк (Польша) |
| 14 сентября 2016 20:00 | отчёт | Томас Массамба, 5          | Подборы  | Милан Милошевич, 11  | Стокгольм Судьи: Мигель Перес Перес (Испания) Томас Ясевичус (Литва) Пётр Пастусяк (Польша) |
| 14 сентября 2016 20:00 | отчёт | Людвиг Хокансон, 8         | Передачи | Неманья Гордич, 4    | Стокгольм Судьи: Мигель Перес Перес (Испания) Томас Ясевичус (Литва) Пётр Пастусяк (Польша) |

| 17 сентября 2016 20:00 | отчёт | Россия                    | 63 : 59  | Швеция              | Баскет-холл, Краснодар Судьи: Матей Больтаузер (Словения) Миливойе Йовчич (Сербия) Эмин Могулкоч (Турция) |
| 17 сентября 2016 20:00 | отчёт | 12:18, 21:15, 18:8, 12:18 |          |                     | Баскет-холл, Краснодар Судьи: Матей Больтаузер (Словения) Миливойе Йовчич (Сербия) Эмин Могулкоч (Турция) |
| 17 сентября 2016 20:00 | отчёт | Сергей Быков, 15          | Очки     | Людвиг Хокансон, 15 | Баскет-холл, Краснодар Судьи: Матей Больтаузер (Словения) Миливойе Йовчич (Сербия) Эмин Могулкоч (Турция) |
| 17 сентября 2016 20:00 | отчёт | Тимофей Мозгов, 10        | Подборы  | Николас Спирс, 8    | Баскет-холл, Краснодар Судьи: Матей Больтаузер (Словения) Миливойе Йовчич (Сербия) Эмин Могулкоч (Турция) |
| 17 сентября 2016 20:00 | отчёт | Сергей Быков, 4           | Передачи | Людвиг Хокансон, 7  | Баскет-холл, Краснодар Судьи: Матей Больтаузер (Словения) Миливойе Йовчич (Сербия) Эмин Могулкоч (Турция) |

### Группа D
| Команда    | Игр | В | П | МЗ  | МП  | МР  | Очки |
| ---------- | --- | - | - | --- | --- | --- | ---- |
| Польша     | 6   | 5 | 1 | 490 | 413 | +77 | 11   |
| Эстония    | 6   | 3 | 3 | 429 | 444 | −15 | 9    |
| Беларусь   | 6   | 3 | 3 | 430 | 437 | −7  | 9    |
| Португалия | 6   | 1 | 5 | 401 | 456 | −55 | 7    |

| 31 августа 2016 19:00 | отчёт | Эстония                    | 81 : 62  | Беларусь              | Таллин Судьи: Петер Обрадович (Босния и Герцеговина) Сергей Чебышев (Украина) Антон Махлин (Россия) |
| 31 августа 2016 19:00 | отчёт | 18:10, 22:17, 21:15, 20:20 |          |                       | Таллин Судьи: Петер Обрадович (Босния и Герцеговина) Сергей Чебышев (Украина) Антон Махлин (Россия) |
| 31 августа 2016 19:00 | отчёт | Райн Вайдеман, 32          | Очки     | Артём Параховский, 14 | Таллин Судьи: Петер Обрадович (Босния и Герцеговина) Сергей Чебышев (Украина) Антон Махлин (Россия) |
| 31 августа 2016 19:00 | отчёт | Индрек Кайупанк, 5         | Подборы  | Никита Мещеряков, 8   | Таллин Судьи: Петер Обрадович (Босния и Герцеговина) Сергей Чебышев (Украина) Антон Махлин (Россия) |
| 31 августа 2016 19:00 | отчёт | Райн Вайдеман, 7           | Передачи | Вячеслав Корж, 4      | Таллин Судьи: Петер Обрадович (Босния и Герцеговина) Сергей Чебышев (Украина) Антон Махлин (Россия) |

| 31 августа 2016 20:30 | отчёт | Польша                     | 83 : 57  | Португалия         | Влоцлавек Судьи: Эмин Могулкоч (Турция) Петер Хруса (Чехия) Константин Симонов (Германия) |
| 31 августа 2016 20:30 | отчёт | 23:14, 12:19, 23:13, 25:11 |          |                    | Влоцлавек Судьи: Эмин Могулкоч (Турция) Петер Хруса (Чехия) Константин Симонов (Германия) |
| 31 августа 2016 20:30 | отчёт | Матеуш Понитка, 14         | Очки     | Жоао Гомес, 18     | Влоцлавек Судьи: Эмин Могулкоч (Турция) Петер Хруса (Чехия) Константин Симонов (Германия) |
| 31 августа 2016 20:30 | отчёт | Мацей Лямпе, 6             | Подборы  | Жоао Гомес, 10     | Влоцлавек Судьи: Эмин Могулкоч (Турция) Петер Хруса (Чехия) Константин Симонов (Германия) |
| 31 августа 2016 20:30 | отчёт | Лукаш Кошарек, 4           | Передачи | Марио Фернандес, 5 | Влоцлавек Судьи: Эмин Могулкоч (Турция) Петер Хруса (Чехия) Константин Симонов (Германия) |

| 3 сентября 2016 18:30 | отчёт | Беларусь                   | 79 : 97  | Польша            | Минск Судьи: Срдан Дозай (Хорватия) Арнис Озольс (Латвия) Милийа Войинович (Сербия) |
| 3 сентября 2016 18:30 | отчёт | 28:34, 20:19, 13:20, 18:24 |          |                   | Минск Судьи: Срдан Дозай (Хорватия) Арнис Озольс (Латвия) Милийа Войинович (Сербия) |
| 3 сентября 2016 18:30 | отчёт | Виталий Лютыч, 23          | Очки     | Мацей Лямпе, 25   | Минск Судьи: Срдан Дозай (Хорватия) Арнис Озольс (Латвия) Милийа Войинович (Сербия) |
| 3 сентября 2016 18:30 | отчёт | Александр Кудрявцев, 6     | Подборы  | Мацей Лямпе, 8    | Минск Судьи: Срдан Дозай (Хорватия) Арнис Озольс (Латвия) Милийа Войинович (Сербия) |
| 3 сентября 2016 18:30 | отчёт | Вячеслав Корж, 6           | Передачи | Эй-Джей Слотер, 6 | Минск Судьи: Срдан Дозай (Хорватия) Арнис Озольс (Латвия) Милийа Войинович (Сербия) |

| 3 сентября 2016 18:30 | отчёт | Португалия                 | 68 : 76  | Эстония            | Овар Судьи: Матей Больтаузер (Словения) Панайотис Анастопулос (Греция) Фернандо Калатрава Куевас (Испания) |
| 3 сентября 2016 18:30 | отчёт | 17:18, 12:22, 23:16, 16:20 |          |                    | Овар Судьи: Матей Больтаузер (Словения) Панайотис Анастопулос (Греция) Фернандо Калатрава Куевас (Испания) |
| 3 сентября 2016 18:30 | отчёт | Жоао Гомес, 26             | Очки     | Райн Вайдеман, 16  | Овар Судьи: Матей Больтаузер (Словения) Панайотис Анастопулос (Греция) Фернандо Калатрава Куевас (Испания) |
| 3 сентября 2016 18:30 | отчёт | Жоао Гомес, 11             | Подборы  | Герт Дорбек, 5     | Овар Судьи: Матей Больтаузер (Словения) Панайотис Анастопулос (Греция) Фернандо Калатрава Куевас (Испания) |
| 3 сентября 2016 18:30 | отчёт | Марио Фернандес, 4         | Передачи | Стэн-Тимму Сокк, 4 | Овар Судьи: Матей Больтаузер (Словения) Панайотис Анастопулос (Греция) Фернандо Калатрава Куевас (Испания) |

| 7 сентября 2016 18:30 | отчёт | Беларусь                   | 72 : 62  | Португалия     | Минск Судьи: Алессандро Мартолини (Италия) Вилиус Макулайтис (Литва) Анастасиос Манос (Греция) |
| 7 сентября 2016 18:30 | отчёт | 23:14, 18:11, 11:18, 20:19 |          |                | Минск Судьи: Алессандро Мартолини (Италия) Вилиус Макулайтис (Литва) Анастасиос Манос (Греция) |
| 7 сентября 2016 18:30 | отчёт | Артём Параховский, 16      | Очки     | Жоао Гомес, 21 | Минск Судьи: Алессандро Мартолини (Италия) Вилиус Макулайтис (Литва) Анастасиос Манос (Греция) |
| 7 сентября 2016 18:30 | отчёт | Артём Параховский, 10      | Подборы  | Жоао Гомес, 11 | Минск Судьи: Алессандро Мартолини (Италия) Вилиус Макулайтис (Литва) Анастасиос Манос (Греция) |
| 7 сентября 2016 18:30 | отчёт | Александр Кудрявцев, 5     | Передачи | Педро Пинто, 5 | Минск Судьи: Алессандро Мартолини (Италия) Вилиус Макулайтис (Литва) Анастасиос Манос (Греция) |

| 7 сентября 2016 20:30 | отчёт | Польша                     | 78 : 64  | Эстония              | Люблин Судьи: Саса Пукль (Словения) Мартин Хорозов (Болгария) Милийа Войинович (Сербия) |
| 7 сентября 2016 20:30 | отчёт | 21:14, 15:12, 19:23, 23:15 |          |                      | Люблин Судьи: Саса Пукль (Словения) Мартин Хорозов (Болгария) Милийа Войинович (Сербия) |
| 7 сентября 2016 20:30 | отчёт | Мацей Лямпе, 17            | Очки     | Кристиан Китсинг, 15 | Люблин Судьи: Саса Пукль (Словения) Мартин Хорозов (Болгария) Милийа Войинович (Сербия) |
| 7 сентября 2016 20:30 | отчёт | Мацей Лямпе, 11            | Подборы  | Эрик Кеидус, 5       | Люблин Судьи: Саса Пукль (Словения) Мартин Хорозов (Болгария) Милийа Войинович (Сербия) |
| 7 сентября 2016 20:30 | отчёт | Лукаш Кошарек, 3           | Передачи | Танель Курбас, 7     | Люблин Судьи: Саса Пукль (Словения) Мартин Хорозов (Болгария) Милийа Войинович (Сербия) |

| 10 сентября 2016 18:30 | отчёт | Португалия                 | 74 : 81  | Польша                | Оливейра-ди-Аземейш Судьи: Мигель Перес Перес (Испания) Борис Крежич (Словения) Сергей Захарчук (Украина) |
| 10 сентября 2016 18:30 | отчёт | 24:25, 12:20, 21:17, 17:19 |          |                       | Оливейра-ди-Аземейш Судьи: Мигель Перес Перес (Испания) Борис Крежич (Словения) Сергей Захарчук (Украина) |
| 10 сентября 2016 18:30 | отчёт | Хосе Сильва, 16            | Очки     | Матеуш Понитка, 17    | Оливейра-ди-Аземейш Судьи: Мигель Перес Перес (Испания) Борис Крежич (Словения) Сергей Захарчук (Украина) |
| 10 сентября 2016 18:30 | отчёт | Мигель Кейроз, 9           | Подборы  | Премыслав Замойски, 8 | Оливейра-ди-Аземейш Судьи: Мигель Перес Перес (Испания) Борис Крежич (Словения) Сергей Захарчук (Украина) |
| 10 сентября 2016 18:30 | отчёт | Марио Фернандес, 6         | Передачи | Адам Ващински, 4      | Оливейра-ди-Аземейш Судьи: Мигель Перес Перес (Испания) Борис Крежич (Словения) Сергей Захарчук (Украина) |

| 10 сентября 2016 18:30 | отчёт | Беларусь                   | 79 : 63  | Эстония           | Минск Судьи: Миливойе Йовчич (Сербия) Александру Олару (Румыния) Здравко Рутешич (Черногория) |
| 10 сентября 2016 18:30 | отчёт | 24:20, 18:13, 17:14, 20:16 |          |                   | Минск Судьи: Миливойе Йовчич (Сербия) Александру Олару (Румыния) Здравко Рутешич (Черногория) |
| 10 сентября 2016 18:30 | отчёт | Виталий Лютыч, 19          | Очки     | Рейнар Халлик, 14 | Минск Судьи: Миливойе Йовчич (Сербия) Александру Олару (Румыния) Здравко Рутешич (Черногория) |
| 10 сентября 2016 18:30 | отчёт | Виталий Лютыч, 11          | Подборы  | Мартин Дорбек, 7  | Минск Судьи: Миливойе Йовчич (Сербия) Александру Олару (Румыния) Здравко Рутешич (Черногория) |
| 10 сентября 2016 18:30 | отчёт | Александр Пустогвар, 4     | Передачи | Райн Вайдеман, 8  | Минск Судьи: Миливойе Йовчич (Сербия) Александру Олару (Румыния) Здравко Рутешич (Черногория) |

| 14 сентября 2016 19:00 | отчёт | Эстония                    | 82 : 63  | Португалия         | Таллин Судьи: Илийа Белошевич (Сербия) Геллерт Капитани (Венгрия) Марко Вуцкович (Словения) |
| 14 сентября 2016 19:00 | отчёт | 17:13, 14:14, 27:20, 24:16 |          |                    | Таллин Судьи: Илийа Белошевич (Сербия) Геллерт Капитани (Венгрия) Марко Вуцкович (Словения) |
| 14 сентября 2016 19:00 | отчёт | Райн Вайдеман, 17          | Очки     | Жоао Гомес, 20     | Таллин Судьи: Илийа Белошевич (Сербия) Геллерт Капитани (Венгрия) Марко Вуцкович (Словения) |
| 14 сентября 2016 19:00 | отчёт | Индрек Кайупанк, 5         | Подборы  | Жоао Гомес, 10     | Таллин Судьи: Илийа Белошевич (Сербия) Геллерт Капитани (Венгрия) Марко Вуцкович (Словения) |
| 14 сентября 2016 19:00 | отчёт | Стэн-Тимму Сокк, 9         | Передачи | Марио Фернандес, 7 | Таллин Судьи: Илийа Белошевич (Сербия) Геллерт Капитани (Венгрия) Марко Вуцкович (Словения) |

| 14 сентября 2016 20:30 | отчёт | Польша                     | 57 : 76  | Беларусь              | Торунь Судьи: Дамир Явор (Словения) Иоаннис Фоуфис (Греция) Александар Глисич (Сербия) |
| 14 сентября 2016 20:30 | отчёт | 10:13, 18:21, 15:21, 14:21 |          |                       | Торунь Судьи: Дамир Явор (Словения) Иоаннис Фоуфис (Греция) Александар Глисич (Сербия) |
| 14 сентября 2016 20:30 | отчёт | Матеуш Понитка, 16         | Очки     | Маалик Вайнс, 21      | Торунь Судьи: Дамир Явор (Словения) Иоаннис Фоуфис (Греция) Александар Глисич (Сербия) |
| 14 сентября 2016 20:30 | отчёт | Мацей Лямпе, 7             | Подборы  | Артём Параховский, 10 | Торунь Судьи: Дамир Явор (Словения) Иоаннис Фоуфис (Греция) Александар Глисич (Сербия) |
| 14 сентября 2016 20:30 | отчёт | Лукаш Кошарек, 4           | Передачи | Вячеслав Корж, 7      | Торунь Судьи: Дамир Явор (Словения) Иоаннис Фоуфис (Греция) Александар Глисич (Сербия) |

| 17 сентября 2016 18:30 | отчёт | Португалия                 | 77 : 62  | Беларусь               | Синиш Судьи: Давид Шамбон (Франция) Себастьен Кливаз (Швейцария) Карлос Перуга (Испания) |
| 17 сентября 2016 18:30 | отчёт | 13:15, 20:15, 21:17, 23:15 |          |                        | Синиш Судьи: Давид Шамбон (Франция) Себастьен Кливаз (Швейцария) Карлос Перуга (Испания) |
| 17 сентября 2016 18:30 | отчёт | Хосе Сильва, 16            | Очки     | Артём Параховский, 15  | Синиш Судьи: Давид Шамбон (Франция) Себастьен Кливаз (Швейцария) Карлос Перуга (Испания) |
| 17 сентября 2016 18:30 | отчёт | Жоао Гомес, 16             | Подборы  | Никита Мещеряков, 7    | Синиш Судьи: Давид Шамбон (Франция) Себастьен Кливаз (Швейцария) Карлос Перуга (Испания) |
| 17 сентября 2016 18:30 | отчёт | Жоао Гомес, 3              | Передачи | Александр Кудрявцев, 2 | Синиш Судьи: Давид Шамбон (Франция) Себастьен Кливаз (Швейцария) Карлос Перуга (Испания) |

| 17 сентября 2016 19:00 | отчёт | Эстония                    | 63 : 94  | Польша             | Тарту Судьи: Адемир Зурапович (Босния и Герцеговина) Милош Кольенсич (Черногория) Йохан Россо (Франция) |
| 17 сентября 2016 19:00 | отчёт | 16:24, 11:22, 12:21, 24:27 |          |                    | Тарту Судьи: Адемир Зурапович (Босния и Герцеговина) Милош Кольенсич (Черногория) Йохан Россо (Франция) |
| 17 сентября 2016 19:00 | отчёт | Рейнар Халлик, 15          | Очки     | Матеуш Понитка, 16 | Тарту Судьи: Адемир Зурапович (Босния и Герцеговина) Милош Кольенсич (Черногория) Йохан Россо (Франция) |
| 17 сентября 2016 19:00 | отчёт | Стэн-Тимму Сокк, 5         | Подборы  | Томаш Гиело, 10    | Тарту Судьи: Адемир Зурапович (Босния и Герцеговина) Милош Кольенсич (Черногория) Йохан Россо (Франция) |
| 17 сентября 2016 19:00 | отчёт | Мартин Дорбек, 8           | Передачи | Энтони Слофтер, 6  | Тарту Судьи: Адемир Зурапович (Босния и Герцеговина) Милош Кольенсич (Черногория) Йохан Россо (Франция) |

### Группа E
| Команда  | Игр | В | П | МЗ  | МП  | МР   | Очки |
| -------- | --- | - | - | --- | --- | ---- | ---- |
| Словения | 6   | 6 | 0 | 536 | 436 | +100 | 12   |
| Украина  | 6   | 4 | 2 | 467 | 424 | +43  | 10   |
| Болгария | 6   | 2 | 4 | 449 | 465 | −16  | 8    |
| Косово   | 6   | 0 | 6 | 419 | 546 | −127 | 6    |

| 31 августа 2016 19:00 | отчёт | Украина                    | 79 : 69  | Болгария               | Киев Судьи: Драган Нескович (Сербия) Андрис Аункрогерс (Латвия) Томислав Хордов (Хорватия) |
| 31 августа 2016 19:00 | отчёт | 17:10, 25:15, 21:22, 16:22 |          |                        | Киев Судьи: Драган Нескович (Сербия) Андрис Аункрогерс (Латвия) Томислав Хордов (Хорватия) |
| 31 августа 2016 19:00 | отчёт | Кирилл Фесенко, 15         | Очки     | Чавдар Костов, 16      | Киев Судьи: Драган Нескович (Сербия) Андрис Аункрогерс (Латвия) Томислав Хордов (Хорватия) |
| 31 августа 2016 19:00 | отчёт | Кирилл Фесенко, 10         | Подборы  | Александар Георгиев, 6 | Киев Судьи: Драган Нескович (Сербия) Андрис Аункрогерс (Латвия) Томислав Хордов (Хорватия) |
| 31 августа 2016 19:00 | отчёт | Олександр Липовый, 10      | Передачи | Асен Великов, 5        | Киев Судьи: Драган Нескович (Сербия) Андрис Аункрогерс (Латвия) Томислав Хордов (Хорватия) |

| 31 августа 2016 20:00 | отчёт | Словения                   | 113 : 68 | Косово             | Любляна Судьи: Кармело Патерничо (Италия) Марек Смикьевич (Польша) Давид Романо (Израиль) |
| 31 августа 2016 20:00 | отчёт | 33:19, 31:12, 20:18, 29:19 |          |                    | Любляна Судьи: Кармело Патерничо (Италия) Марек Смикьевич (Польша) Давид Романо (Израиль) |
| 31 августа 2016 20:00 | отчёт | Горан Драгич, 22           | Очки     | Дардан Бериша, 21  | Любляна Судьи: Кармело Патерничо (Италия) Марек Смикьевич (Польша) Давид Романо (Израиль) |
| 31 августа 2016 20:00 | отчёт | Яка Блажич, 6              | Подборы  | Фисник Ругова, 7   | Любляна Судьи: Кармело Патерничо (Италия) Марек Смикьевич (Польша) Давид Романо (Израиль) |
| 31 августа 2016 20:00 | отчёт | Горан Драгич, 8            | Передачи | Джастин Доллмен, 3 | Любляна Судьи: Кармело Патерничо (Италия) Марек Смикьевич (Польша) Давид Романо (Израиль) |

| 3 сентября 2016 18:00 | отчёт | Болгария                  | 78 : 83  | Словения         | Ботевград Судьи: Олегс Латисевс (Латвия) Эрез Гурион (Израиль) Юргис Лауринавичиус (Литва) |
| 3 сентября 2016 18:00 | отчёт | 9:22, 26:16, 20:21, 23:24 |          |                  | Ботевград Судьи: Олегс Латисевс (Латвия) Эрез Гурион (Израиль) Юргис Лауринавичиус (Литва) |
| 3 сентября 2016 18:00 | отчёт | Александр Везенков, 22    | Очки     | Горан Драгич, 20 | Ботевград Судьи: Олегс Латисевс (Латвия) Эрез Гурион (Израиль) Юргис Лауринавичиус (Литва) |
| 3 сентября 2016 18:00 | отчёт | Павлин Иванов, 5          | Подборы  | Гаспер Видмар, 9 | Ботевград Судьи: Олегс Латисевс (Латвия) Эрез Гурион (Израиль) Юргис Лауринавичиус (Литва) |
| 3 сентября 2016 18:00 | отчёт | Асен Великов, 5           | Передачи | Горан Драгич, 9  | Ботевград Судьи: Олегс Латисевс (Латвия) Эрез Гурион (Израиль) Юргис Лауринавичиус (Литва) |

| 3 сентября 2016 19:30 | отчёт | Косово                     | 63 : 70  | Украина              | Приштина Судьи: Киприан Стоица (Румыния) Петри Мантила (Финляндия) Йохан Россо (Франция) |
| 3 сентября 2016 19:30 | отчёт | 17:17, 17:15, 18:20, 11:18 |          |                      | Приштина Судьи: Киприан Стоица (Румыния) Петри Мантила (Финляндия) Йохан Россо (Франция) |
| 3 сентября 2016 19:30 | отчёт | Джастин Доллмен, 20        | Очки     | Максим Корниенко, 20 | Приштина Судьи: Киприан Стоица (Румыния) Петри Мантила (Финляндия) Йохан Россо (Франция) |
| 3 сентября 2016 19:30 | отчёт | Дрилон Хайризи, 6          | Подборы  | Олександр Рябчук, 5  | Приштина Судьи: Киприан Стоица (Румыния) Петри Мантила (Финляндия) Йохан Россо (Франция) |
| 3 сентября 2016 19:30 | отчёт | Ярен Сина, 6               | Передачи | Олександр Липовый, 5 | Приштина Судьи: Киприан Стоица (Румыния) Петри Мантила (Финляндия) Йохан Россо (Франция) |

| 7 сентября 2016 18:00 | отчёт | Болгария                   | 105 : 84 | Косово             | Ботевград Судьи: Эдди Виато (Франция) Александр Романов (Россия) Андрей Шарапа (Беларусь) |
| 7 сентября 2016 18:00 | отчёт | 22:25, 18:15, 32:16, 33:28 |          |                    | Ботевград Судьи: Эдди Виато (Франция) Александр Романов (Россия) Андрей Шарапа (Беларусь) |
| 7 сентября 2016 18:00 | отчёт | Александар Георгиев, 28    | Очки     | Дардан Бериша, 18  | Ботевград Судьи: Эдди Виато (Франция) Александр Романов (Россия) Андрей Шарапа (Беларусь) |
| 7 сентября 2016 18:00 | отчёт | Христо Захариев, 7         | Подборы  | Джастин Доллмен, 7 | Ботевград Судьи: Эдди Виато (Франция) Александр Романов (Россия) Андрей Шарапа (Беларусь) |
| 7 сентября 2016 18:00 | отчёт | Ди Бост, 10                | Передачи | Джастин Доллмен, 4 | Ботевград Судьи: Эдди Виато (Франция) Александр Романов (Россия) Андрей Шарапа (Беларусь) |

| 7 сентября 2016 20:00 | отчёт | Словения                   | 84 : 77  | Украина              | Целе Судьи: Карлос Кортес (Испания) Войцех Лишка (Польша) Николас Маэстре (Франция) |
| 7 сентября 2016 20:00 | отчёт | 23:15, 25:24, 24:17, 12:21 |          |                      | Целе Судьи: Карлос Кортес (Испания) Войцех Лишка (Польша) Николас Маэстре (Франция) |
| 7 сентября 2016 20:00 | отчёт | Зоран Драгич, 28           | Очки     | Денис Лукашов, 14    | Целе Судьи: Карлос Кортес (Испания) Войцех Лишка (Польша) Николас Маэстре (Франция) |
| 7 сентября 2016 20:00 | отчёт | Зоран Драгич, 7            | Подборы  | Кирилл Фесенко, 7    | Целе Судьи: Карлос Кортес (Испания) Войцех Лишка (Польша) Николас Маэстре (Франция) |
| 7 сентября 2016 20:00 | отчёт | Горан Драгич, 11           | Передачи | Олександр Липовый, 6 | Целе Судьи: Карлос Кортес (Испания) Войцех Лишка (Польша) Николас Маэстре (Франция) |

| 10 сентября 2016 18:00 | отчёт | Болгария                   | 67 : 72  | Украина              | Ботевград Судьи: Синиса Херцег (Словения) Петер Денковски (Македония) Маркос Михаелидис (Швейцария) |
| 10 сентября 2016 18:00 | отчёт | 18:16, 11:19, 15:20, 23:17 |          |                      | Ботевград Судьи: Синиса Херцег (Словения) Петер Денковски (Македония) Маркос Михаелидис (Швейцария) |
| 10 сентября 2016 18:00 | отчёт | Александр Везенков, 19     | Очки     | Вячеслав Кравцов, 18 | Ботевград Судьи: Синиса Херцег (Словения) Петер Денковски (Македония) Маркос Михаелидис (Швейцария) |
| 10 сентября 2016 18:00 | отчёт | Ди Бост, 5                 | Подборы  | Вячеслав Бобров, 10  | Ботевград Судьи: Синиса Херцег (Словения) Петер Денковски (Македония) Маркос Михаелидис (Швейцария) |
| 10 сентября 2016 18:00 | отчёт | Христо Захариев, 2         | Передачи | Вячеслав Бобров, 5   | Ботевград Судьи: Синиса Херцег (Словения) Петер Денковски (Македония) Маркос Михаелидис (Швейцария) |

| 10 сентября 2016 19:30 | отчёт | Косово                     | 81 : 91  | Словения            | Приштина Судьи: Эмилио Перес (Испания) Томас Ясевичус (Литва) Петр Пастушак (Польша) |
| 10 сентября 2016 19:30 | отчёт | 21:17, 20:21, 21:30, 19:23 |          |                     | Приштина Судьи: Эмилио Перес (Испания) Томас Ясевичус (Литва) Петр Пастушак (Польша) |
| 10 сентября 2016 19:30 | отчёт | Джастин Доллмен, 30        | Очки     | Клемен Препелич, 27 | Приштина Судьи: Эмилио Перес (Испания) Томас Ясевичус (Литва) Петр Пастушак (Польша) |
| 10 сентября 2016 19:30 | отчёт | Фисник Ругова, 6           | Подборы  | Гаспер Видмар, 9    | Приштина Судьи: Эмилио Перес (Испания) Томас Ясевичус (Литва) Петр Пастушак (Польша) |
| 10 сентября 2016 19:30 | отчёт | Дардан Бериша, 8           | Передачи | Матик Ребец, 4      | Приштина Судьи: Эмилио Перес (Испания) Томас Ясевичус (Литва) Петр Пастушак (Польша) |

| 14 сентября 2016 19:00 | отчёт | Украина                   | 100 : 61 | Косово              | Киев Судьи: Танель Суслов (Эстония) Лоренцо Бальдини (Италия) Павел Фуска (Словакия) |
| 14 сентября 2016 19:00 | отчёт | 30:11, 25:17, 26:8, 19:25 |          |                     | Киев Судьи: Танель Суслов (Эстония) Лоренцо Бальдини (Италия) Павел Фуска (Словакия) |
| 14 сентября 2016 19:00 | отчёт | Александр Мишула, 21      | Очки     | Дардан Бериша, 20   | Киев Судьи: Танель Суслов (Эстония) Лоренцо Бальдини (Италия) Павел Фуска (Словакия) |
| 14 сентября 2016 19:00 | отчёт | Вячеслав Кравцов, 12      | Подборы  | Дардан Бериша, 5    | Киев Судьи: Танель Суслов (Эстония) Лоренцо Бальдини (Италия) Павел Фуска (Словакия) |
| 14 сентября 2016 19:00 | отчёт | Максим Корниенко, 5       | Передачи | Мирза Ахметбашич, 6 | Киев Судьи: Танель Суслов (Эстония) Лоренцо Бальдини (Италия) Павел Фуска (Словакия) |

| 14 сентября 2016 20:00 | отчёт | Словения                 | 85 : 63  | Болгария            | Любляна Судьи: Спиридон Гонтас (Греция) Андрис Аункрогерс (Латвия) Ивон Матейек (Чехия) |
| 14 сентября 2016 20:00 | отчёт | 16:21, 18:8, 35:6, 16:28 |          |                     | Любляна Судьи: Спиридон Гонтас (Греция) Андрис Аункрогерс (Латвия) Ивон Матейек (Чехия) |
| 14 сентября 2016 20:00 | отчёт | Горан Драгич, 17         | Очки     | Джейсон Уошбурн, 18 | Любляна Судьи: Спиридон Гонтас (Греция) Андрис Аункрогерс (Латвия) Ивон Матейек (Чехия) |
| 14 сентября 2016 20:00 | отчёт | Эдо Мурич, 8             | Подборы  | Джейсон Уошбурн, 8  | Любляна Судьи: Спиридон Гонтас (Греция) Андрис Аункрогерс (Латвия) Ивон Матейек (Чехия) |
| 14 сентября 2016 20:00 | отчёт | Горан Драгич, 10         | Передачи | Иван Лилов, 3       | Любляна Судьи: Спиридон Гонтас (Греция) Андрис Аункрогерс (Латвия) Ивон Матейек (Чехия) |

| 17 сентября 2016 16:00 | отчёт | Украина                    | 69 : 80  | Словения           | Киев Судьи: Эдди Виатор (Франция) Мануэль Маццони (Италия) Георгиос Поурсанидис (Греция) |
| 17 сентября 2016 16:00 | отчёт | 17:15, 19:27, 19:11, 14:27 |          |                    | Киев Судьи: Эдди Виатор (Франция) Мануэль Маццони (Италия) Георгиос Поурсанидис (Греция) |
| 17 сентября 2016 16:00 | отчёт | Денис Лукашов, 14          | Очки     | Горан Драгич, 22   | Киев Судьи: Эдди Виатор (Франция) Мануэль Маццони (Италия) Георгиос Поурсанидис (Греция) |
| 17 сентября 2016 16:00 | отчёт | Кирилл Фесенко, 7          | Подборы  | Ален, Омич, 9      | Киев Судьи: Эдди Виатор (Франция) Мануэль Маццони (Италия) Георгиос Поурсанидис (Греция) |
| 17 сентября 2016 16:00 | отчёт | Олександр Липовый, 4       | Передачи | Клемен Препелич, 6 | Киев Судьи: Эдди Виатор (Франция) Мануэль Маццони (Италия) Георгиос Поурсанидис (Греция) |

| 17 сентября 2016 19:30 | отчёт | Косово                    | 62 : 67  | Болгария            | Приштина Судьи: Иоаннис Фоуфис (Греция) Жан-Шарль Коллин (Франция) Анне Пантер (Германия) |
| 17 сентября 2016 19:30 | отчёт | 18:20, 10:22, 15:8, 19:17 |          |                     | Приштина Судьи: Иоаннис Фоуфис (Греция) Жан-Шарль Коллин (Франция) Анне Пантер (Германия) |
| 17 сентября 2016 19:30 | отчёт | Скотт Бэмфорт, 21         | Очки     | Джейсон Уошбурн, 14 | Приштина Судьи: Иоаннис Фоуфис (Греция) Жан-Шарль Коллин (Франция) Анне Пантер (Германия) |
| 17 сентября 2016 19:30 | отчёт | Албан Весели, 9           | Подборы  | Асен Великов, 7     | Приштина Судьи: Иоаннис Фоуфис (Греция) Жан-Шарль Коллин (Франция) Анне Пантер (Германия) |
| 17 сентября 2016 19:30 | отчёт | Дардан Бериша, 5          | Передачи | Асен Великов, 4     | Приштина Судьи: Иоаннис Фоуфис (Греция) Жан-Шарль Коллин (Франция) Анне Пантер (Германия) |

### Группа F
| Команда    | Игр | В | П | МЗ  | МП  | МР   | Очки |
| ---------- | --- | - | - | --- | --- | ---- | ---- |
| Грузия     | 6   | 5 | 1 | 524 | 402 | +122 | 11   |
| Черногория | 6   | 5 | 1 | 563 | 420 | +143 | 11   |
| Словакия   | 6   | 1 | 5 | 392 | 518 | −126 | 7    |
| Албания    | 6   | 1 | 5 | 372 | 511 | −139 | 7    |

| 31 августа 2016 19:00 | отчёт | Грузия                    | 86 : 47  | Албания                | Тбилиси Судьи: Кристоф Мадингер (Германия) Антонис Диметрио (Кипр) Володимир Педиев (Украина) |
| 31 августа 2016 19:00 | отчёт | 21:9, 24:10, 23:13, 18:15 |          |                        | Тбилиси Судьи: Кристоф Мадингер (Германия) Антонис Диметрио (Кипр) Володимир Педиев (Украина) |
| 31 августа 2016 19:00 | отчёт | Виктор Саникидзе, 20      | Очки     | Эндрит Хисенаголли, 15 | Тбилиси Судьи: Кристоф Мадингер (Германия) Антонис Диметрио (Кипр) Володимир Педиев (Украина) |
| 31 августа 2016 19:00 | отчёт | Заза Пачулия, 8           | Подборы  | Герти Шима, 7          | Тбилиси Судьи: Кристоф Мадингер (Германия) Антонис Диметрио (Кипр) Володимир Педиев (Украина) |
| 31 августа 2016 19:00 | отчёт | Георгий Цинцадзе, 9       | Передачи | Элвиси Душа, 2         | Тбилиси Судьи: Кристоф Мадингер (Германия) Антонис Диметрио (Кипр) Володимир Педиев (Украина) |

| 31 августа 2016 21:00 | отчёт | Черногория                 | 97 : 65  | Словакия        | Подгорица Судьи: Борис Рыжик (Украина) Беньямин Хименес Трухилло (Испания) Марек Малишевски (Польша) |
| 31 августа 2016 21:00 | отчёт | 22:13, 28:15, 27:16, 20:21 |          |                 | Подгорица Судьи: Борис Рыжик (Украина) Беньямин Хименес Трухилло (Испания) Марек Малишевски (Польша) |
| 31 августа 2016 21:00 | отчёт | Владимир Дашич, 17         | Очки     | Михал Батка, 14 | Подгорица Судьи: Борис Рыжик (Украина) Беньямин Хименес Трухилло (Испания) Марек Малишевски (Польша) |
| 31 августа 2016 21:00 | отчёт | Марко Тодорович, 10        | Подборы  | Михал Батка, 8  | Подгорица Судьи: Борис Рыжик (Украина) Беньямин Хименес Трухилло (Испания) Марек Малишевски (Польша) |
| 31 августа 2016 21:00 | отчёт | Владимир Михайлович, 9     | Передачи | Марек Йас, 3    | Подгорица Судьи: Борис Рыжик (Украина) Беньямин Хименес Трухилло (Испания) Марек Малишевски (Польша) |

| 3 сентября 2016 18:00 | отчёт | Словакия                  | 63 : 94  | Грузия               | Братислава Судьи: Саса Маричич (Сербия) Милан Недович (Словения) Константин Симонов (Германия) |
| 3 сентября 2016 18:00 | отчёт | 21:30, 8:22, 17:20, 17:22 |          |                      | Братислава Судьи: Саса Маричич (Сербия) Милан Недович (Словения) Константин Симонов (Германия) |
| 3 сентября 2016 18:00 | отчёт | Милан Зиак, 14            | Очки     | Торнике Шенгелия, 18 | Братислава Судьи: Саса Маричич (Сербия) Милан Недович (Словения) Константин Симонов (Германия) |
| 3 сентября 2016 18:00 | отчёт | Оливер Тот, 4             | Подборы  | Торнике Шенгелия, 9  | Братислава Судьи: Саса Маричич (Сербия) Милан Недович (Словения) Константин Симонов (Германия) |
| 3 сентября 2016 18:00 | отчёт | Станислав Бальдовски, 3   | Передачи | Майкл Диксон, 7      | Братислава Судьи: Саса Маричич (Сербия) Милан Недович (Словения) Константин Симонов (Германия) |

| 3 сентября 2016 19:00 | отчёт | Албания                    | 73 : 113 | Черногория         | Тирана Судьи: Петрос Папапетроу (Греция) Алекссандро Мартолини (Италия) Семён Овинов (Россия) |
| 3 сентября 2016 19:00 | отчёт | 15:33, 17:40, 18:21, 23:19 |          |                    | Тирана Судьи: Петрос Папапетроу (Греция) Алекссандро Мартолини (Италия) Семён Овинов (Россия) |
| 3 сентября 2016 19:00 | отчёт | Рашауд Броадус, 26         | Очки     | Никола Вучевич, 19 | Тирана Судьи: Петрос Папапетроу (Греция) Алекссандро Мартолини (Италия) Семён Овинов (Россия) |
| 3 сентября 2016 19:00 | отчёт | Эндрит Хисенаголли, 6      | Подборы  | Марко Тодорович, 8 | Тирана Судьи: Петрос Папапетроу (Греция) Алекссандро Мартолини (Италия) Семён Овинов (Россия) |
| 3 сентября 2016 19:00 | отчёт | Рашауд Броадус, 4          | Передачи | Дерек Нидхэм, 6    | Тирана Судьи: Петрос Папапетроу (Греция) Алекссандро Мартолини (Италия) Семён Овинов (Россия) |

| 7 сентября 2016 18:00 | отчёт | Словакия                   | 69 : 60  | Албания            | Прьевидза Судьи: Энтони Синтерниклаас (Нидерланды) Микола Абросов (Украина) Йосип Радойкович (Хорватия) |
| 7 сентября 2016 18:00 | отчёт | 14:11, 20:20, 25:17, 10:12 |          |                    | Прьевидза Судьи: Энтони Синтерниклаас (Нидерланды) Микола Абросов (Украина) Йосип Радойкович (Хорватия) |
| 7 сентября 2016 18:00 | отчёт | Рихард Корнер, 20          | Очки     | Рашауд Броадус, 23 | Прьевидза Судьи: Энтони Синтерниклаас (Нидерланды) Микола Абросов (Украина) Йосип Радойкович (Хорватия) |
| 7 сентября 2016 18:00 | отчёт | Рихард Корнер, 10          | Подборы  | Герти Шима, 9      | Прьевидза Судьи: Энтони Синтерниклаас (Нидерланды) Микола Абросов (Украина) Йосип Радойкович (Хорватия) |
| 7 сентября 2016 18:00 | отчёт | Ненад Милошевич, 3         | Передачи | Герти Шима, 3      | Прьевидза Судьи: Энтони Синтерниклаас (Нидерланды) Микола Абросов (Украина) Йосип Радойкович (Хорватия) |

| 7 сентября 2016 19:00 | отчёт | Грузия                     | 74 : 76  | Черногория         | Тбилиси Судьи: Роберт Лоттемозер (Германия) Ингус Бауманис (Латвия) Элиас Коромилас (Греция) |
| 7 сентября 2016 19:00 | отчёт | 25:19, 17:21, 12:22, 20:14 |          |                    | Тбилиси Судьи: Роберт Лоттемозер (Германия) Ингус Бауманис (Латвия) Элиас Коромилас (Греция) |
| 7 сентября 2016 19:00 | отчёт | Заза Пачулия, 22           | Очки     | Никола Вучевич, 17 | Тбилиси Судьи: Роберт Лоттемозер (Германия) Ингус Бауманис (Латвия) Элиас Коромилас (Греция) |
| 7 сентября 2016 19:00 | отчёт | Виктор Саникидзе, 10       | Подборы  | Никола Вучевич, 11 | Тбилиси Судьи: Роберт Лоттемозер (Германия) Ингус Бауманис (Латвия) Элиас Коромилас (Греция) |
| 7 сентября 2016 19:00 | отчёт | Георгий Цинцадзе, 7        | Передачи | Никола Вучевич, 4  | Тбилиси Судьи: Роберт Лоттемозер (Германия) Ингус Бауманис (Латвия) Элиас Коромилас (Греция) |

| 10 сентября 2016 18:00 | отчёт | Словакия                   | 62 : 99  | Черногория             | Нитра Судьи: Марцин Ковальски (Польша) Рейн Пиранди (Эстония) Серджио Сильва (Португалия) |
| 10 сентября 2016 18:00 | отчёт | 14:22, 17:25, 14:35, 17:17 |          |                        | Нитра Судьи: Марцин Ковальски (Польша) Рейн Пиранди (Эстония) Серджио Сильва (Португалия) |
| 10 сентября 2016 18:00 | отчёт | Ненад Милошевич, 15        | Очки     | Никола Вучевич, 17     | Нитра Судьи: Марцин Ковальски (Польша) Рейн Пиранди (Эстония) Серджио Сильва (Португалия) |
| 10 сентября 2016 18:00 | отчёт | Михал Батка, 6             | Подборы  | Владимир Дашич, 9      | Нитра Судьи: Марцин Ковальски (Польша) Рейн Пиранди (Эстония) Серджио Сильва (Португалия) |
| 10 сентября 2016 18:00 | отчёт | Оливер Тот, 3              | Передачи | Владимир Михайлович, 2 | Нитра Судьи: Марцин Ковальски (Польша) Рейн Пиранди (Эстония) Серджио Сильва (Португалия) |

| 10 сентября 2016 19:00 | отчёт | Албания                    | 64 : 84  | Грузия               | Тирана Судьи: Антонио Конде (Испания) Педро Коэльо (Португалия) Матей Спендль (Словения) |
| 10 сентября 2016 19:00 | отчёт | 19:20, 17:16, 15:20, 13:28 |          |                      | Тирана Судьи: Антонио Конде (Испания) Педро Коэльо (Португалия) Матей Спендль (Словения) |
| 10 сентября 2016 19:00 | отчёт | Рашауд Броадус, 26         | Очки     | Заза Пачулия, 20     | Тирана Судьи: Антонио Конде (Испания) Педро Коэльо (Португалия) Матей Спендль (Словения) |
| 10 сентября 2016 19:00 | отчёт | Герти Шима, 8              | Подборы  | Торнике Шенгелия, 10 | Тирана Судьи: Антонио Конде (Испания) Педро Коэльо (Португалия) Матей Спендль (Словения) |
| 10 сентября 2016 19:00 | отчёт | Герти Шима, 2              | Передачи | Заза Пачулия, 5      | Тирана Судьи: Антонио Конде (Испания) Педро Коэльо (Португалия) Матей Спендль (Словения) |

| 14 сентября 2016 19:00 | отчёт | Грузия                     | 96 : 68  | Словакия            | Тбилиси Судьи: Анастасиос Пилоидис (Греция) Илиас Коунеллес (Кипр) Никола Перлич (Хорватия) |
| 14 сентября 2016 19:00 | отчёт | 30:19, 21:20, 20:16, 25:13 |          |                     | Тбилиси Судьи: Анастасиос Пилоидис (Греция) Илиас Коунеллес (Кипр) Никола Перлич (Хорватия) |
| 14 сентября 2016 19:00 | отчёт | Торнике Шенгелия, 31       | Очки     | Ненад Милошевич, 21 | Тбилиси Судьи: Анастасиос Пилоидис (Греция) Илиас Коунеллес (Кипр) Никола Перлич (Хорватия) |
| 14 сентября 2016 19:00 | отчёт | Виктор Саникидзе, 8        | Подборы  | Михал Батка, 7      | Тбилиси Судьи: Анастасиос Пилоидис (Греция) Илиас Коунеллес (Кипр) Никола Перлич (Хорватия) |
| 14 сентября 2016 19:00 | отчёт | Георгий Цинцадзе, 8        | Передачи | Михал Батка, 7      | Тбилиси Судьи: Анастасиос Пилоидис (Греция) Илиас Коунеллес (Кипр) Никола Перлич (Хорватия) |

| 14 сентября 2016 21:00 | отчёт | Черногория                 | 94 : 56  | Албания                | Бар Судьи: Кармело Патернико (Италия) Мартин Хорозов (Болгария) Берт Ван Слутен (Нидерланды) |
| 14 сентября 2016 21:00 | отчёт | 26:16, 20:11, 24:18, 24:11 |          |                        | Бар Судьи: Кармело Патернико (Италия) Мартин Хорозов (Болгария) Берт Ван Слутен (Нидерланды) |
| 14 сентября 2016 21:00 | отчёт | Владимир Михайлович, 13    | Очки     | Герти Шима, 24         | Бар Судьи: Кармело Патернико (Италия) Мартин Хорозов (Болгария) Берт Ван Слутен (Нидерланды) |
| 14 сентября 2016 21:00 | отчёт | Боян Дубльевич, 9          | Подборы  | Эндрит Хисенаголли, 10 | Бар Судьи: Кармело Патернико (Италия) Мартин Хорозов (Болгария) Берт Ван Слутен (Нидерланды) |
| 14 сентября 2016 21:00 | отчёт | Никола Вучевич, 5          | Передачи | Генти Ласку, 5         | Бар Судьи: Кармело Патернико (Италия) Мартин Хорозов (Болгария) Берт Ван Слутен (Нидерланды) |

| 17 сентября 2016 19:00 | отчёт | Албания                    | 72 : 65  | Словакия            | Тирана Судьи: Сасо Петек (Словения) Тамас Бенчур (Венгрия) Зоран Митровски (Македония) |
| 17 сентября 2016 19:00 | отчёт | 29:17, 10:14, 19:18, 14:16 |          |                     | Тирана Судьи: Сасо Петек (Словения) Тамас Бенчур (Венгрия) Зоран Митровски (Македония) |
| 17 сентября 2016 19:00 | отчёт | Рашауд Броадус, 17         | Очки     | Ненад Милошевич, 18 | Тирана Судьи: Сасо Петек (Словения) Тамас Бенчур (Венгрия) Зоран Митровски (Македония) |
| 17 сентября 2016 19:00 | отчёт | Эндрит Хисенаголли, 8      | Подборы  | Михал Батка, 10     | Тирана Судьи: Сасо Петек (Словения) Тамас Бенчур (Венгрия) Зоран Митровски (Македония) |
| 17 сентября 2016 19:00 | отчёт | Рашауд Броадус, 5          | Передачи | Ненад Милошевич, 3  | Тирана Судьи: Сасо Петек (Словения) Тамас Бенчур (Венгрия) Зоран Митровски (Македония) |

| 17 сентября 2016 21:00 | отчёт | Черногория                 | 84 : 90  | Грузия              | Бар Судьи: Хуан Карлос Гонсалес (Испания) Йозеф Биссан (Франция) Эрзан Карталь (Турция) |
| 17 сентября 2016 21:00 | отчёт | 18:26, 23:19, 21:19, 22:26 |          |                     | Бар Судьи: Хуан Карлос Гонсалес (Испания) Йозеф Биссан (Франция) Эрзан Карталь (Турция) |
| 17 сентября 2016 21:00 | отчёт | Неманья Дьюрисич, 17       | Очки     | Майкл Диксон, 31    | Бар Судьи: Хуан Карлос Гонсалес (Испания) Йозеф Биссан (Франция) Эрзан Карталь (Турция) |
| 17 сентября 2016 21:00 | отчёт | Никола Вучевич, 8          | Подборы  | Заза Пачулия, 13    | Бар Судьи: Хуан Карлос Гонсалес (Испания) Йозеф Биссан (Франция) Эрзан Карталь (Турция) |
| 17 сентября 2016 21:00 | отчёт | Никола Вучевич, 2          | Передачи | Георгий Цинцадзе, 7 | Бар Судьи: Хуан Карлос Гонсалес (Испания) Йозеф Биссан (Франция) Эрзан Карталь (Турция) |

### Группа G
| Команда        | Игр | В | П | МЗ  | МП  | МР  | Очки |
| -------------- | --- | - | - | --- | --- | --- | ---- |
| Венгрия        | 6   | 6 | 0 | 480 | 413 | +67 | 12   |
| Великобритания | 6   | 3 | 3 | 512 | 479 | +33 | 9    |
| Македония      | 6   | 2 | 4 | 439 | 473 | −34 | 8    |
| Люксембург     | 6   | 1 | 5 | 432 | 498 | −66 | 7    |

| 31 августа 2016 18:00 | отчёт | Венгрия                    | 96 : 77  | Великобритания    | Кечкемет Судьи: Луис Лопес (Испания) Януш Чалик (Польша) Апостолос Калпакас (Греция) |
| 31 августа 2016 18:00 | отчёт | 25:22, 28:19, 21:21, 22:15 |          |                   | Кечкемет Судьи: Луис Лопес (Испания) Януш Чалик (Польша) Апостолос Калпакас (Греция) |
| 31 августа 2016 18:00 | отчёт | Адам Ханга, 32             | Очки     | Эндрю Лоуренс, 22 | Кечкемет Судьи: Луис Лопес (Испания) Януш Чалик (Польша) Апостолос Калпакас (Греция) |
| 31 августа 2016 18:00 | отчёт | Адам Ханга, 7              | Подборы  | Бен Гордон, 5     | Кечкемет Судьи: Луис Лопес (Испания) Януш Чалик (Польша) Апостолос Калпакас (Греция) |
| 31 августа 2016 18:00 | отчёт | Криштиан Виттман, 5        | Передачи | Бен Гордон, 8     | Кечкемет Судьи: Луис Лопес (Испания) Януш Чалик (Польша) Апостолос Калпакас (Греция) |

| 31 августа 2016 20:30 | отчёт | Македония                  | 89 : 75  | Люксембург     | Кавадарци Судьи: Сергей Беляков (Россия) Эрнад Карович (Босния и Герцеговина) Вентсислав Великов (Болгария) |
| 31 августа 2016 20:30 | отчёт | 30:13, 18:15, 21:26, 20:21 |          |                | Кавадарци Судьи: Сергей Беляков (Россия) Эрнад Карович (Босния и Герцеговина) Вентсислав Великов (Болгария) |
| 31 августа 2016 20:30 | отчёт | Войдан Стояновски, 28      | Очки     | Дин Гиндт, 20  | Кавадарци Судьи: Сергей Беляков (Россия) Эрнад Карович (Босния и Герцеговина) Вентсислав Великов (Болгария) |
| 31 августа 2016 20:30 | отчёт | Ромео Трэвис, 9            | Подборы  | Алекс Лоран, 4 | Кавадарци Судьи: Сергей Беляков (Россия) Эрнад Карович (Босния и Герцеговина) Вентсислав Великов (Болгария) |
| 31 августа 2016 20:30 | отчёт | Ромео Трэвис, 6            | Передачи | Боб Мельхер, 4 | Кавадарци Судьи: Сергей Беляков (Россия) Эрнад Карович (Босния и Герцеговина) Вентсислав Великов (Болгария) |

| 3 сентября 2016 18:00 | отчёт | Венгрия                    | 89 : 64  | Люксембург      | Шопрон Судьи: Карлос Сантос (Португалия) Алакбар Хасанов (Азербайджан) Горан Сливич (Австрия) |
| 3 сентября 2016 18:00 | отчёт | 32:15, 15:13, 27:17, 15:19 |          |                 | Шопрон Судьи: Карлос Сантос (Португалия) Алакбар Хасанов (Азербайджан) Горан Сливич (Австрия) |
| 3 сентября 2016 18:00 | отчёт | Давид Войвода, 17          | Очки     | Алекс Лоран, 18 | Шопрон Судьи: Карлос Сантос (Португалия) Алакбар Хасанов (Азербайджан) Горан Сливич (Австрия) |
| 3 сентября 2016 18:00 | отчёт | Золтан Перл, 10            | Подборы  | Алекс Лоран, 7  | Шопрон Судьи: Карлос Сантос (Португалия) Алакбар Хасанов (Азербайджан) Горан Сливич (Австрия) |
| 3 сентября 2016 18:00 | отчёт | Давид Войвода, 6           | Передачи | Боб Мельхер, 4  | Шопрон Судьи: Карлос Сантос (Португалия) Алакбар Хасанов (Азербайджан) Горан Сливич (Австрия) |

| 3 сентября 2016 18:30 | отчёт | Великобритания             | 96 : 79  | Македония              | Лондон Судьи: Висенте Бульто (Испания) Мехди Дифалла (Франция) Пауло Маркес (Португалия) |
| 3 сентября 2016 18:30 | отчёт | 28:30, 22:13, 19:17, 27:19 |          |                        | Лондон Судьи: Висенте Бульто (Испания) Мехди Дифалла (Франция) Пауло Маркес (Португалия) |
| 3 сентября 2016 18:30 | отчёт | Эрик Боатенг, 18           | Очки     | Войдан Стояновски, 28  | Лондон Судьи: Висенте Бульто (Испания) Мехди Дифалла (Франция) Пауло Маркес (Португалия) |
| 3 сентября 2016 18:30 | отчёт | Бен Гордон, 9              | Подборы  | Андрей Магдевски, 6    | Лондон Судьи: Висенте Бульто (Испания) Мехди Дифалла (Франция) Пауло Маркес (Португалия) |
| 3 сентября 2016 18:30 | отчёт | Тедди Окерифор, 8          | Передачи | Александар Костоцки, 5 | Лондон Судьи: Висенте Бульто (Испания) Мехди Дифалла (Франция) Пауло Маркес (Португалия) |

| 7 сентября 2016 19:00 | отчёт | Великобритания             | 95 : 72  | Люксембург      | Лондон Судьи: Иван Милицевич (Босния и Герцеговина) Мацей Назимек (Ирландия) Йоханнес Сарекоски (Финляндия) |
| 7 сентября 2016 19:00 | отчёт | 29:19, 14:22, 33:19, 19:12 |          |                 | Лондон Судьи: Иван Милицевич (Босния и Герцеговина) Мацей Назимек (Ирландия) Йоханнес Сарекоски (Финляндия) |
| 7 сентября 2016 19:00 | отчёт | Кайл Джонсон, 14           | Очки     | Алекс Лоран, 30 | Лондон Судьи: Иван Милицевич (Босния и Герцеговина) Мацей Назимек (Ирландия) Йоханнес Сарекоски (Финляндия) |
| 7 сентября 2016 19:00 | отчёт | Кайл Джонсон, 10           | Подборы  | Алекс Лоран, 6  | Лондон Судьи: Иван Милицевич (Босния и Герцеговина) Мацей Назимек (Ирландия) Йоханнес Сарекоски (Финляндия) |
| 7 сентября 2016 19:00 | отчёт | Тедди Окерифор, 6          | Передачи | Боб Мельхер, 5  | Лондон Судьи: Иван Милицевич (Босния и Герцеговина) Мацей Назимек (Ирландия) Йоханнес Сарекоски (Финляндия) |

| 7 сентября 2016 20:30 | отчёт | Македония                  | 66 : 76  | Венгрия           | Кавадарци Судьи: Борис Рыжик (Украина) Алин Фаур (Румыния) Йенер Илмаз (Турция) |
| 7 сентября 2016 20:30 | отчёт | 17:15, 18:17, 13:16, 18:28 |          |                   | Кавадарци Судьи: Борис Рыжик (Украина) Алин Фаур (Румыния) Йенер Илмаз (Турция) |
| 7 сентября 2016 20:30 | отчёт | Войдан Стояновски, 16      | Очки     | Давид Войвода, 27 | Кавадарци Судьи: Борис Рыжик (Украина) Алин Фаур (Румыния) Йенер Илмаз (Турция) |
| 7 сентября 2016 20:30 | отчёт | Ромео Трэвис, 12           | Подборы  | Адам Ханга, 7     | Кавадарци Судьи: Борис Рыжик (Украина) Алин Фаур (Румыния) Йенер Илмаз (Турция) |
| 7 сентября 2016 20:30 | отчёт | Александар Костоцки, 3     | Передачи | Давид Войвода, 6  | Кавадарци Судьи: Борис Рыжик (Украина) Алин Фаур (Румыния) Йенер Илмаз (Турция) |

| 10 сентября 2016 18:30 | отчёт | Великобритания             | 80 : 88  | Венгрия          | Лондон Судьи: Карлос Кортес (Испания) Николас Маэстре (Франция) Анне Пантер (Германия) |
| 10 сентября 2016 18:30 | отчёт | 22:18, 22:20, 17:27, 19:23 |          |                  | Лондон Судьи: Карлос Кортес (Испания) Николас Маэстре (Франция) Анне Пантер (Германия) |
| 10 сентября 2016 18:30 | отчёт | Габриель Оласени, 17       | Очки     | Сцаба Ференш, 18 | Лондон Судьи: Карлос Кортес (Испания) Николас Маэстре (Франция) Анне Пантер (Германия) |
| 10 сентября 2016 18:30 | отчёт | Габриель Оласени, 8        | Подборы  | Адам Ханга, 9    | Лондон Судьи: Карлос Кортес (Испания) Николас Маэстре (Франция) Анне Пантер (Германия) |
| 10 сентября 2016 18:30 | отчёт | Александр Янг, 7           | Передачи | Адам Ханга, 8    | Лондон Судьи: Карлос Кортес (Испания) Николас Маэстре (Франция) Анне Пантер (Германия) |

| 10 сентября 2016 19:30 | отчёт | Люксембург                | 74 : 82  | Македония               | Люксембург Судьи: Бернард Вассало (Мальта) Йозеф Биссан (Франция) Жденко Томасович (Словакия) |
| 10 сентября 2016 19:30 | отчёт | 13:21, 21:27, 31:16, 9:18 |          |                         | Люксембург Судьи: Бернард Вассало (Мальта) Йозеф Биссан (Франция) Жденко Томасович (Словакия) |
| 10 сентября 2016 19:30 | отчёт | Алекс Лоран, 25           | Очки     | Александар Костоцки, 20 | Люксембург Судьи: Бернард Вассало (Мальта) Йозеф Биссан (Франция) Жденко Томасович (Словакия) |
| 10 сентября 2016 19:30 | отчёт | Сами Пикад, 5             | Подборы  | Александар Костоцки, 9  | Люксембург Судьи: Бернард Вассало (Мальта) Йозеф Биссан (Франция) Жденко Томасович (Словакия) |
| 10 сентября 2016 19:30 | отчёт | Рауль Биренбаум, 4        | Передачи | Александар Костоцки, 7  | Люксембург Судьи: Бернард Вассало (Мальта) Йозеф Биссан (Франция) Жденко Томасович (Словакия) |

| 14 сентября 2016 19:00 | отчёт | Македония                 | 62 : 89  | Великобритания   | Кавадарци Судьи: Даниэль Херризуэло (Испания) Апостолос Калпакас (Швеция) Юргис Лауринавичус (Литва) |
| 14 сентября 2016 19:00 | отчёт | 14:21, 16:23, 23:23, 9:22 |          |                  | Кавадарци Судьи: Даниэль Херризуэло (Испания) Апостолос Калпакас (Швеция) Юргис Лауринавичус (Литва) |
| 14 сентября 2016 19:00 | отчёт | Кирил Николовски, 17      | Очки     | Дэниел Кларк, 21 | Кавадарци Судьи: Даниэль Херризуэло (Испания) Апостолос Калпакас (Швеция) Юргис Лауринавичус (Литва) |
| 14 сентября 2016 19:00 | отчёт | Любомир Младеновски, 8    | Подборы  | Эрик Боатенг, 9  | Кавадарци Судьи: Даниэль Херризуэло (Испания) Апостолос Калпакас (Швеция) Юргис Лауринавичус (Литва) |
| 14 сентября 2016 19:00 | отчёт | Александар Костоцки, 5    | Передачи | Эндрю Лоуренс, 5 | Кавадарци Судьи: Даниэль Херризуэло (Испания) Апостолос Калпакас (Швеция) Юргис Лауринавичус (Литва) |

| 14 сентября 2016 19:30 | отчёт | Люксембург                 | 65 : 68  | Венгрия             | Люксембург Судьи: Сигмундур Хербертссон (Исландия) Боян Йованич (Босния и Герцеговина) Димитру Стасиев (Молдова) |
| 14 сентября 2016 19:30 | отчёт | 14:14, 24:21, 11:18, 16:15 |          |                     | Люксембург Судьи: Сигмундур Хербертссон (Исландия) Боян Йованич (Босния и Герцеговина) Димитру Стасиев (Молдова) |
| 14 сентября 2016 19:30 | отчёт | Сами Пикад, 15             | Очки     | Адам Ханга, 18      | Люксембург Судьи: Сигмундур Хербертссон (Исландия) Боян Йованич (Босния и Герцеговина) Димитру Стасиев (Молдова) |
| 14 сентября 2016 19:30 | отчёт | Алекс Лоран, 25            | Подборы  | Адам Ханга, 6       | Люксембург Судьи: Сигмундур Хербертссон (Исландия) Боян Йованич (Босния и Герцеговина) Димитру Стасиев (Молдова) |
| 14 сентября 2016 19:30 | отчёт | Том Шумахер, 4             | Передачи | Криштиан Виттман, 2 | Люксембург Судьи: Сигмундур Хербертссон (Исландия) Боян Йованич (Босния и Герцеговина) Димитру Стасиев (Молдова) |

| 17 сентября 2016 18:00 | отчёт | Венгрия                   | 63 : 61  | Македония               | Сольнок Судьи: Дамир Явор (Словения) Януш Чалик (Польша) Арнис Озольс (Латвия) |
| 17 сентября 2016 18:00 | отчёт | 18:25, 14:12, 14:9, 17:15 |          |                         | Сольнок Судьи: Дамир Явор (Словения) Януш Чалик (Польша) Арнис Озольс (Латвия) |
| 17 сентября 2016 18:00 | отчёт | Сцаба Ференш, 18          | Очки     | Александар Костоцки, 18 | Сольнок Судьи: Дамир Явор (Словения) Януш Чалик (Польша) Арнис Озольс (Латвия) |
| 17 сентября 2016 18:00 | отчёт | Акош Келлер, 7            | Подборы  | Андрей Магдевски, 6     | Сольнок Судьи: Дамир Явор (Словения) Януш Чалик (Польша) Арнис Озольс (Латвия) |
| 17 сентября 2016 18:00 | отчёт | Криштиан Виттман, 6       | Передачи | Александар Костоцки, 7  | Сольнок Судьи: Дамир Явор (Словения) Януш Чалик (Польша) Арнис Озольс (Латвия) |

| 17 сентября 2016 19:30 | отчёт | Люксембург                 | 82 : 75  | Великобритания       | Люксембург Судьи: Владимир Тсеков (Болгария) Фернандо Калатрава Куевас (Испания) Юрий Игнатцев (Беларусь) |
| 17 сентября 2016 19:30 | отчёт | 24:23, 13:22, 26:13, 19:17 |          |                      | Люксембург Судьи: Владимир Тсеков (Болгария) Фернандо Калатрава Куевас (Испания) Юрий Игнатцев (Беларусь) |
| 17 сентября 2016 19:30 | отчёт | Том Шумахер, 20            | Очки     | Эндрю Лоуренс, 16    | Люксембург Судьи: Владимир Тсеков (Болгария) Фернандо Калатрава Куевас (Испания) Юрий Игнатцев (Беларусь) |
| 17 сентября 2016 19:30 | отчёт | Алекс Лоран, 11            | Подборы  | Габриель Оласени, 15 | Люксембург Судьи: Владимир Тсеков (Болгария) Фернандо Калатрава Куевас (Испания) Юрий Игнатцев (Беларусь) |
| 17 сентября 2016 19:30 | отчёт | Боб Мельхер, 5             | Передачи | Эндрю Лоуренс, 5     | Люксембург Судьи: Владимир Тсеков (Болгария) Фернандо Калатрава Куевас (Испания) Юрий Игнатцев (Беларусь) |

## Расположение команд, занявших вторые места в группах
Критерии классификации:
1. Количество побед
2. Разница набранных и пропущенных очков
3. Количество набранных очков

Игры против команд, занявших четвёртые места в группах, не учитываются
| Команда              | Игр | В | П | МЗ  | МП  | МР  | Очки |
| -------------------- | --- | - | - | --- | --- | --- | ---- |
| Черногория           | 4   | 3 | 1 | 356 | 291 | +65 | 7    |
| Исландия             | 4   | 3 | 1 | 298 | 274 | +24 | 7    |
| Великобритания       | 4   | 2 | 2 | 342 | 325 | +17 | 6    |
| Украина              | 4   | 2 | 2 | 297 | 300 | −3  | 6    |
| Нидерланды           | 4   | 2 | 2 | 273 | 289 | −16 | 6    |
| Босния и Герцеговина | 4   | 2 | 2 | 273 | 308 | −35 | 6    |
| Эстония              | 4   | 1 | 3 | 271 | 313 | −42 | 5    |